# Peugeot 307
El Peugeot 307 es un coche del segmento C producido por el fabricante francés Peugeot desde el año 2001. Es el sucesor del Peugeot 306 y su reemplazante, el Peugeot 308, fue presentado oficialmente en el Salón del Automóvil de París de 2007. El 307 fue galardonado como el Coche del Año en Europa de 2002, y continuó ofreciéndose en China y algunos mercados sudamericanos hasta 2014, a pesar del lanzamiento en septiembre de 2007 del 308 (su sucesor previsto), que está construido sobre la misma plataforma.
También fué elegido Coche del Año en Dinamarca 2002.

## Historia

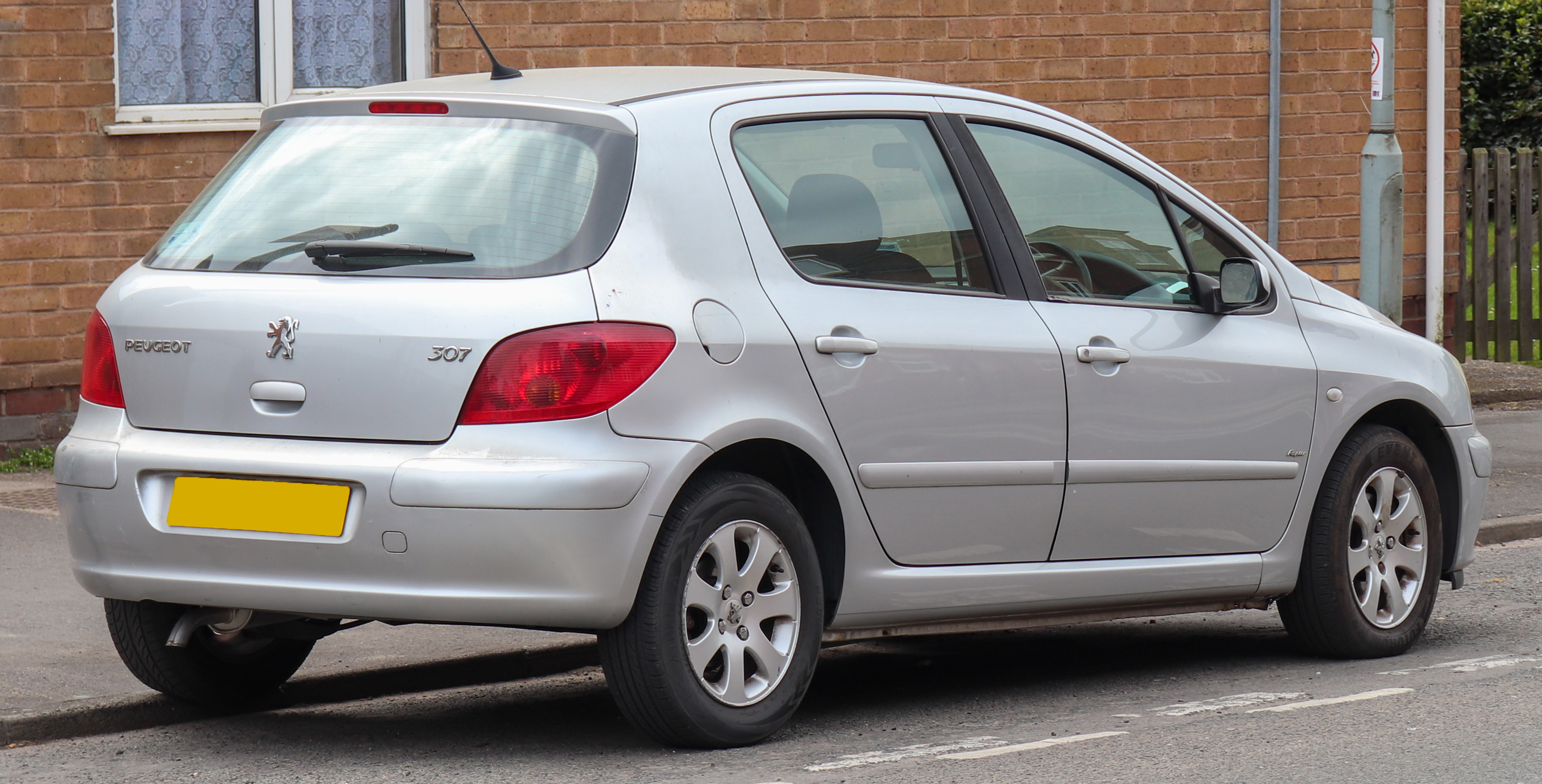
Peugeot 307 cinco puertas (pre-facelift)

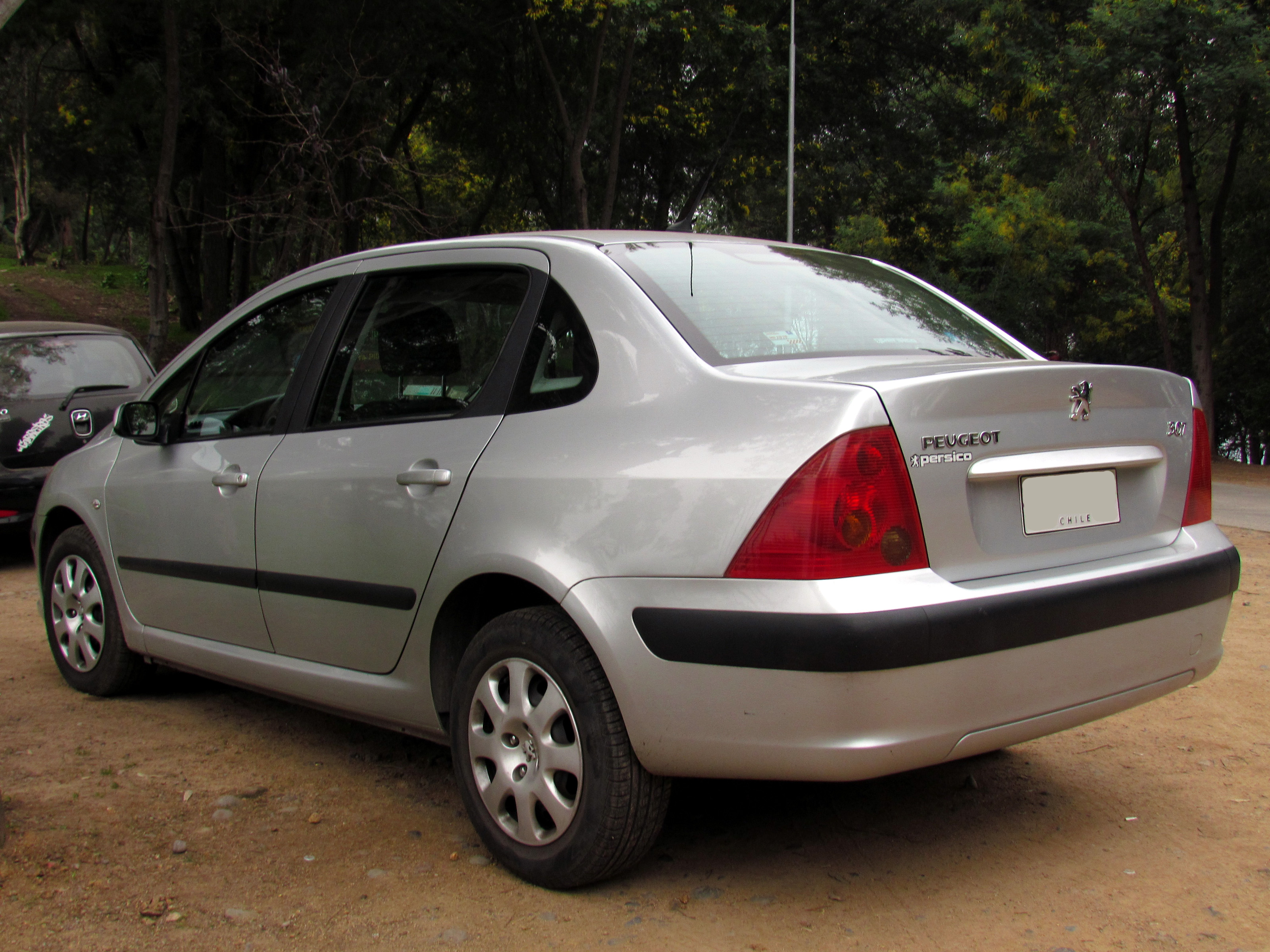
Peugeot 307 1.6 X Line sedán

El 307 fue anunciado como prototipo 307 Prométhée en el Mondial de l'Automobile de 2000. Las versiones hatchback de producción se introdujeron en los mercados europeos el 26 de abril de 2001, como sucesor del Peugeot 306. El 307 también se vendió en Australia, Nueva Zelanda, Asia y México. (en versiones de gasolina 1.6 y 2.0)
En Brasil, el 307 se vendió con motores 1.6 y 2.0 flex (gas/etanol).
Recibió a cuatro años de su lanzamiento, un rediseño que afectó fundamentalmente el sector frontal, y ligeramente el posterior.
El 307 recibió cuatro estrellas de cinco (30 puntos) en la prueba de protección a ocupantes adultos en choques del EuroNCAP, E incluso, la versión descapotable, recibió la misma puntuación de cuatro estrellas.
Se dirige al mercado de vehículos de tamaño medio (compactos), donde compite con el Renault Mégane II, el Volkswagen Golf V, el Ford Focus, el Opel Astra H y su primo Citroën C4. En su lanzamiento destacó entre sus competidores por una mayor altura, facilitando el acceso a bordo y mejorando la visibilidad frontal gracias a un gran parabrisas, similar al de los monovolúmenes. Esta tendencia del monovolumen fue prefigurada en el año 2000 por el concept car Peugeot Prométhée, que anunció el 307. 
Su versión familiar, disponible en dos versiones, familiar clásica y SW, fue lanzada el 15 de marzo de 2002 y es el primer Peugeot que lleva la denominación "SW" (Station Wagon), es innovador porque adopta un techo panorámico. , ya típico de las camionetas Peugeot, un interior modular con tres asientos independientes y extraíbles en la segunda fila, pero también dos asientos adicionales en la parte trasera, "transformándose" así en un "monovolumen" de 7 plazas. Cuando empezó, se dijo que eclipsaría al Xsara Picasso. Cada versión es específica, el familiar "clásico" conserva la denominación 307 y tiene una banqueta clásica 2/3 1/3 en la parte trasera, el SW, más exclusivo, adopta el techo de cristal y 7 asientos independientes.
La variante descapotable, el 307 CC, se comercializó a partir del verano de 2003, siguiendo el movimiento del cupé descapotable relanzado por Peugeot con el 206 CC en diciembre de 2000.
Elegido Coche del Año en Europa en 2002 con 3.264.000 vehículos fabricados, el 307 inauguró la llamada política de las margaritas dentro de la Marca al dar origen a múltiples siluetas con personalidades muy marcadas (sedán de 3, 4, 5 puertas, familiar SW o CC, sin olvidar el 307 WRC), que sucedió al 206 WRC en el Campeonato del Mundo de Rallyes en 2004 y 2005, mientras que una versión XSi Luego, el GTi ya ganó el Campeonato Danés de Turismos en 2002 y 2003).
En 2002, el Peugeot 307 fue elegido mejor coche del año en Europa, con 3.264.000 vehículos fabricados.
En julio de 2005, se lanzó una versión rediseñada (o fase II) para impulsar las ventas.
Más allá de la riqueza de sus propuestas en cuanto a siluetas, el atractivo del 307 se basa en una rica oferta motorizada compuesta por 5 motores de gasolina, que desarrollan entre 75 y 180 CV y 4 motores diésel HDi, cuyas potencias varían de 70 a 136 CV. El mix energético total de la gama 307 en 2006 muestra una tasa de dieselización del 54%, mientras que en Europa es del 64% y en Francia del 85%.
El 14 de mayo de 2007, el Peugeot 307 celebró la unidad número tres millones producida.
Peugeot es también patrocinador oficial de la Copa del Mundo de Rugby 2007. En esta ocasión, la marca del león aprovecha para presentar una serie muy limitada de su 307: el RWC 2007 (para la Copa del Mundo de Rugby 2007). Esta serie especial se basa en el acabado Sport del 307, pero también se beneficia de nuevos colores; molduras, paragolpes y barras de techo íntegramente del color de la carrocería; parrilla delantera cromada; tapizado en media piel marrón y beige; reposacabezas de cuero con forma de balón de rugby; lunas traseras tintadas; inserciones de aluminio en el volante, pedales, consola central y pomo del cambio; bases de encimera blancas con agujas de color naranja; alfombras interiores especiales con bordados; una inscripción específica en las puertas de entrada; … Esta serie especial RWC 2007 sólo estará disponible como sedán o SW de 3/5 puertas.
El 307 se fabricó a un ritmo de 2.050 unidades por día en cuatro centros de producción (Sochaux y Mulhouse en Francia, Buenos Aires en Argentina y Wuhan en China, donde, en diciembre de 2006, se celebró el millón de unidades. 307 Sedan producido en este sitio). Un coche de dimensión internacional, el 307 se exportó a 138 países. En Europa, a finales de 2007 se lanzó el 308 en Europa pero sólo desaparecieron los 307 de 3 y 5 puertas. La variante familiar y el cupé descapotable permanecieron en el catálogo durante un tiempo. Con la presentación del 308 SW desapareció el 307 SW y poco después el 307 CC.
Llegó a Brasil en 2002, importado de Francia, inicialmente con un motor 1.6 litros 16v que produce 110 hp, en los niveles de equipamiento Soleil, Passion y Rallye. A finales de ese mismo año, comenzaron las importaciones de las versiones Passion y Rallye con motores 2.0 litros 16v que producen 143 hp, aún producidos en Francia. En 2004, con la producción en Argentina, sus importaciones comenzaron a provenir del país vecino, perdiendo algunas características como el ajuste de altura para el asiento del pasajero y el apoyabrazos del asiento trasero. Las versiones cambiaron de nombre: Soleil se convirtió en Presence, se creó el Presence Pack, Passion se convirtió en Feline y el Rallye se discontinuó. En 2006, como parte del año modelo 2007, el 307 recibió el lavado de cara que ya se producía en Europa desde 2005, y el motor 1.6 litros 16v se convirtió en Flex, produciendo 113 hp. En 2008, como parte de la línea de modelos 2009, el motor 2.0 16v también se convirtió en flex-fuel y generó 151 hp. En Brasil, se presentaron otras variantes de carrocería, como los modelos 307 SW y 307 CC (siempre importados de Francia) y el 307 Sedán, producido en Argentina a partir de 2006 como parte de la línea de modelos 2007.
En 2007, Peugeot descubrió un defecto que permitía la entrada de agua salada en el sistema ABS, lo que podía provocar un cortocircuito y un incendio. Se anunció una retirada del mercado. 
El 307 permaneció producido en Argentina hasta 2011 (2010 para la versión Sedan) y en China hasta 2014.

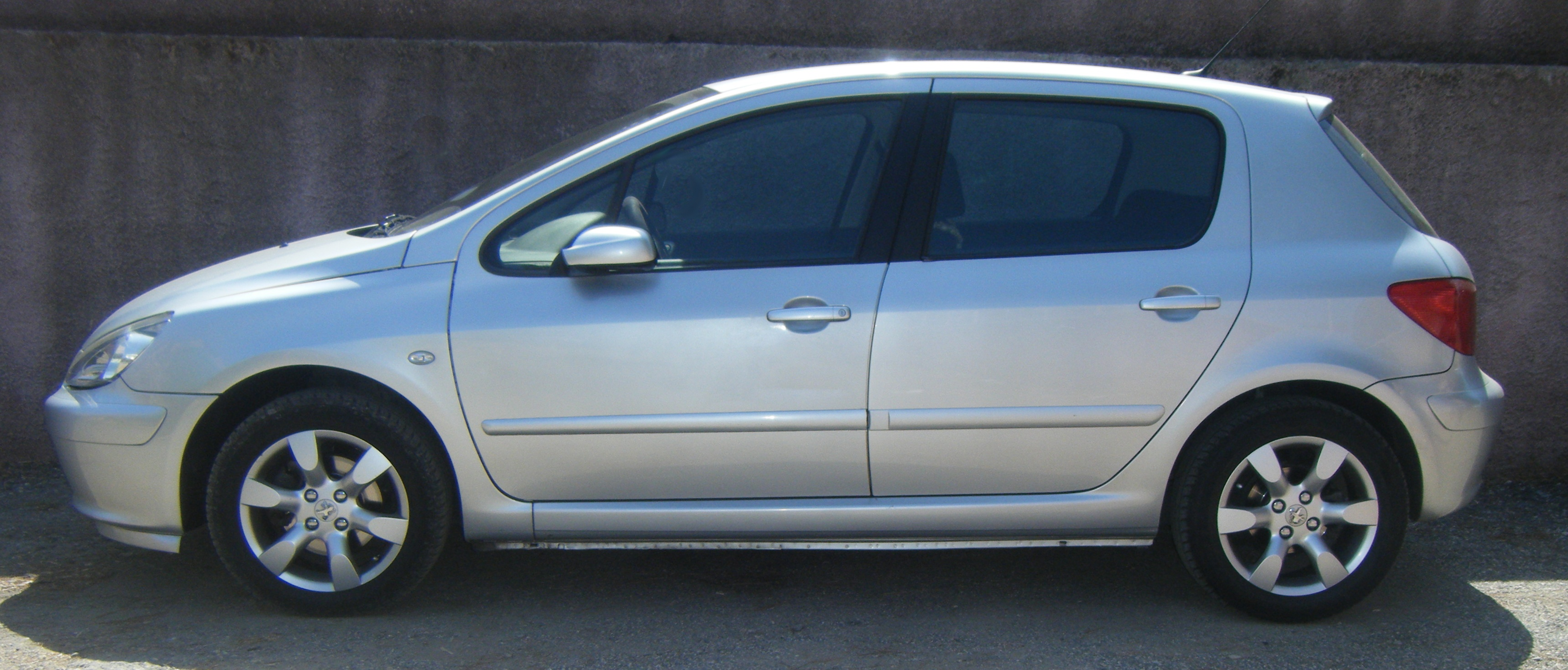
307 fase I compacto.
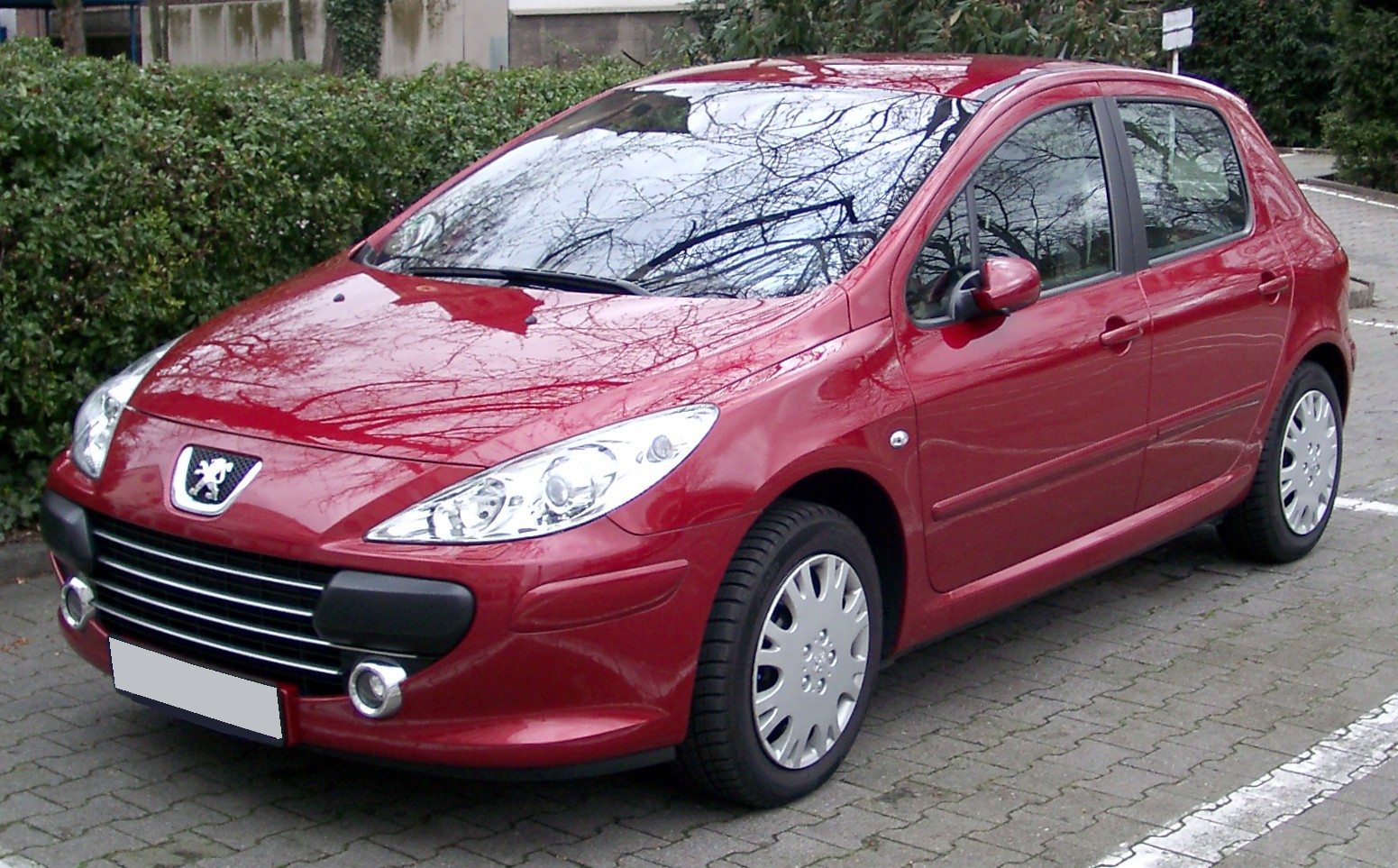
307 fase II compacto.
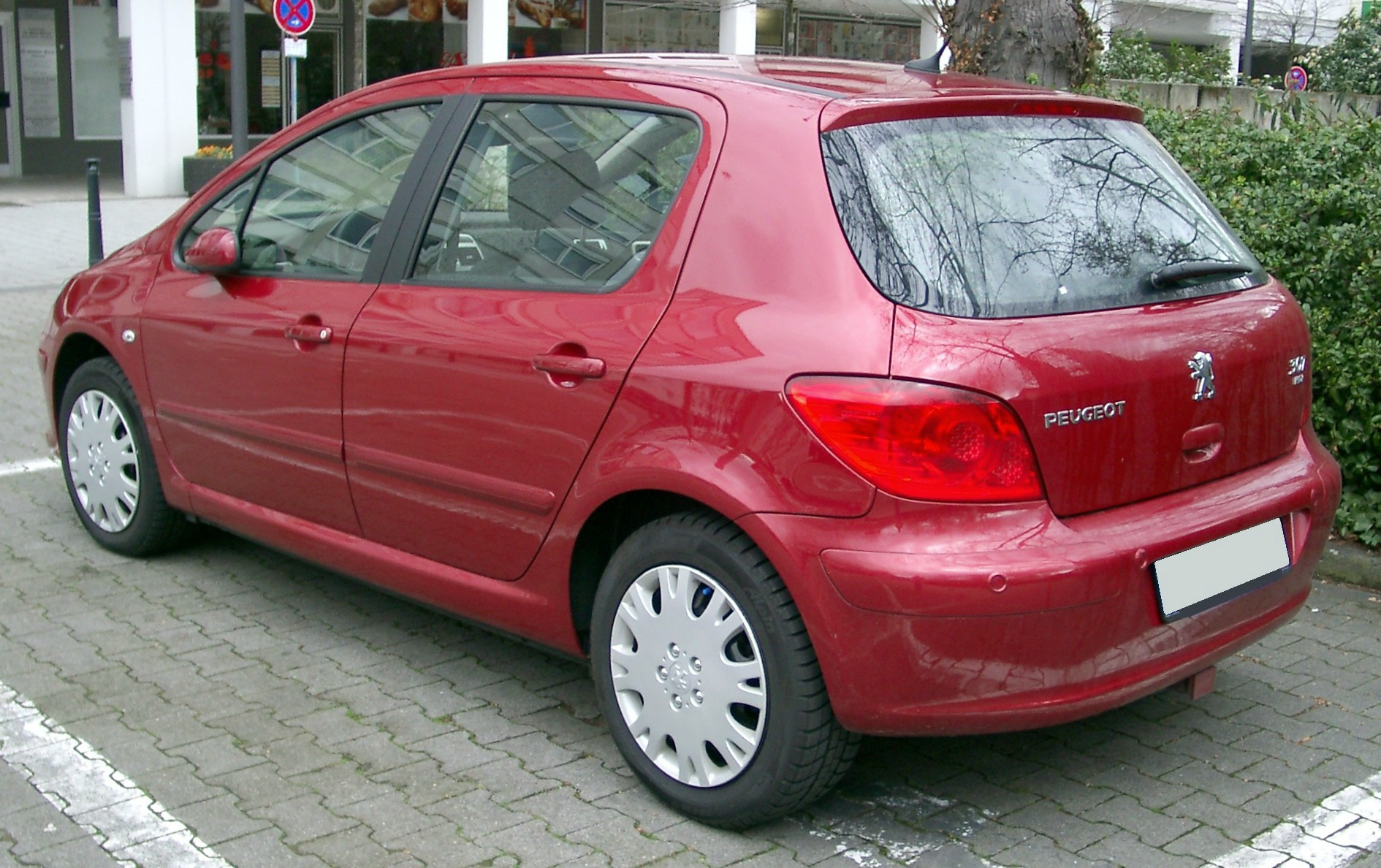
307 faseII compacto (Vista trasera).

## Acabados y equipamiento[15]
El equipamiento de serie incluía ABS, airbags, dirección asistida, radio con al menos cuatro altavoces (frontal bidireccional) y elevalunas eléctricos. Las versiones de gama alta del vehículo incluían de serie tapicería de cuero, sistema de audio JBL con subwoofer (solo CC), control de tracción, asientos calefactables y techo corredizo panorámico de cristal. 
NB: Cada nivel de finalización incluye el equipamiento de los niveles anteriores.
XR (Acabado básico básico): ABS, AFU (Sistema de Frenada de Emergencia), 6 airbags (frontales, laterales y de cortina), parabrisas atérmico, volante regulable en altura y profundidad, 5 reposacabezas, asiento conductor regulable en altura, 40 Banqueta /60, elevalunas delanteros eléctricos, indicador de temperatura exterior, cierre centralizado a distancia. 
XR Presence: aire acondicionado manual, guantera refrigerada.
XT/XS: espejos exteriores del color de la carrocería (regulables eléctricamente y calefactables), control secuencial de las ventanillas delanteras con dispositivo antipinzamiento, ajuste de altura del asiento del pasajero, apoyabrazos en asientos delanteros (5 puertas), porta gafas, espejos de cortesía iluminados, CD radio, ordenador de a bordo, tiradores de las puertas del mismo tono que la carrocería (llantas de aluminio de 16 pulgadas en el motor de 2 litros y 138 CV). XS, Una variante más opcional de la versión básica, equipada adicionalmente con airbags laterales y de cortina, radio de fábrica, faros antiniebla y espejos laterales con calefacción. Produkowany w latach 2001 do 2005.
Opciones en XT: incrustaciones decorativas de madera, asientos de terciopelo (disponibles sólo en 5 puertas).
Opciones en XS: interior con inserciones decorativas plateadas brillantes (en 3 y 5 puertas).
XT/XS Premium : Aire acondicionado automático, limpiaparabrisas automático, faros automáticos, faros antiniebla.
XT Premium : elevalunas traseros eléctricos, apoyabrazos central trasero con almacenaje, dos cajones debajo de los asientos delanteros, toma de corriente de 12V.
XS Premium : Llantas de aluminio de 15" (16" en el 2 litros de 138 CV).
XSI : Acabado XS Premium + llantas de aluminio de 17", espejos abatibles eléctricamente, cambiador para cinco CD, asientos deportivos tapizados en cuero y tela, volante y pomo de la palanca de cambios de cuero (+ fuelle), elevalunas traseros eléctricos, apoyabrazos central trasero con almacenamiento, dos cajones bajo en las plazas delanteras, toma de 12V en las traseras, protecciones laterales y de paragolpes pintadas en el color de la carrocería, GPS integrado (opcional a partir de la Fase II).
Pack de cuero XT/XS: Acabado XT Premium o XS Premium (bajo elección del propietario) + asientos y apoyabrazos de puertas tapizados en cuero, asientos con calefacción, lavafaros, cambiador de cinco CD, volante y pomo de la palanca de cambios de cuero (+ fuelle).
Rugby Edition: una edición limitada del patrocinador oficial de la Copa del Mundo de Rugby 2007, con nuevos colores; molduras, paragolpes y barras de techo íntegramente del color de la carrocería; parrilla delantera cromada; tapizado en media piel marrón y beige; reposacabezas de cuero con forma de balón de rugby; lunas traseras tintadas; inserciones de aluminio en el volante, pedales, consola central y pomo del cambio; bases de encimera blancas con agujas de color naranja; alfombras interiores especiales con bordados; una inscripción específica en las puertas de entrada; … Esta serie especial RWC 2007 sólo estará disponible como sedán o SW de 3/5 puertas.
Oxygene: Producido en 2006 y exclusivo para el mercado polaco. 

## Diseño e ingeniería
El 307 utiliza una plataforma rediseñada del 306, que también se puede encontrar en el Peugeot 205, el Citroën Xsara y en el Citroën ZX de 1991. Sin embargo, el coche es más grande que el 306 en todos los sentidos. El 307 continuó con el estilo de la compañía que se vio por primera vez en el Peugeot 206 y el Peugeot 607.
Con luces delanteras en ángulo recto y un capó que se elevaba abruptamente hasta un parabrisas muy inclinado (y las puertas traseras verticales que se vieron por primera vez en el 206), el 307 se apartó de los temas diseñados por Pininfarina empleados en las dos generaciones anteriores de Peugeot, como se introdujo con el Peugeot 205 y terminó con el (evolutivo) Peugeot 406.
Su altura es de 1510 mm (59,4 plg), que se encuentra en el medio del espectro entre los coches familiares pequeños (entre 1400 y 1450 mm) y los monovolúmenes compactos (entre 1600 y 1650 mm). Algunos consideran que el 307 es un monovolumen compacto bajo en lugar de un coche familiar pequeño y alto, debido a su altura y perfil.
Un anuncio del 307, que se lanzó en 2001, incluía la canción "(Something Inside) So Strong", del cantautor británico Labi Siffre.

## Rediseño
En junio de 2005, el 307 fue revisado para competir con los rivales mejorados que habían aparecido desde la introducción del 307 cuatro años antes. El frontal del coche fue rediseñado con luces ligeramente revisadas, un nuevo capó, un cuadro de instrumentos actualizado y la eliminación de la parrilla característica de Peugeot entre los faros. Con este último cambio, junto con un nuevo parachoques delantero, el frontal del coche estaba ahora dominado por una entrada de aire más grande, como la que se estableció por primera vez en el Peugeot 407, y que ahora era efectivamente la nueva parrilla de la compañía. 

### Hybride HDi
En 2006, Peugeot anunció un prototipo con motor "híbrido diésel-eléctrico" para el 307 (3,4 l/100 km), pero no se lanzó (probablemente en 2010 a más tardar), porque el 307 había sido sustituido por el 308 y el híbrido no arranca. Casi al mismo tiempo se anunció el Citroën C4 Hybride HDi.

## Carrocería
Su plataforma es una actualización del Citroën Xsara (utilizado en el Peugeot 306 y Citroën ZX), que a su vez fue mejorada para fabricar el Citroën C4. El 307 es más alto que la mayoría de los turismos del segmento C, pero más bajo que los monovolúmenes. Existe en versiones hatchback de tres y cinco puertas, sedán de cuatro puertas, familiar de cinco puertas (denominada «307 Break» y «307 SW», según el equipamiento) y descapotable con techo retractable de metal («307 CC»). El 307 tiene tracción delantera y motor delantero transversal, y dispone de cinco plazas, salvo el familiar, que opcionalmente puede tener una tercera fila con dos asientos adicionales, y el descapotable, que es un cuatro plazas.
Recibió a los cuatro años de su lanzamiento un rediseño que afecto fundamentalmente su sector frontal, donde entre otros cambios, el paragolpes avanzó ahora sobre la línea del capó, y unificó las tomas de aire, en una sola bajo el emblema de la marca, ahora de mayores dimensiones. De esta forma adopta un estilo similar al empleado en el Peugeot 407.
El 307 se lanzó como hatchback de tres y cinco puertas, aunque en febrero de 2002, la gama del 307 se amplió con la introducción de dos modelos familiares, el 307 Break y el 307 SW. Externamente, los dos modelos familiares son casi idénticos, sin embargo, la versión SW tiene barras de techo plateadas y un techo de cristal panorámico de tres o cuatro de su longitud como equipamiento de serie.
Sin embargo, internamente, el 307 Break es un familiar convencional, mientras que el SW cuenta con una tercera fila de asientos extraíble opcional, por lo que es más flexible debido a su configuración tipo monovolumen. El SW existe porque Peugeot no desarrolló un derivado monovolumen compacto, como hizo Citroën con el Xsara Picasso, sino que prefirió ofrecer una versión más flexible, pero manteniendo el estilo y el comportamiento en carretera de un familiar.
A diferencia del modelo anterior, no hubo una versión sedán, sino que se diseñó una para mercados emergentes, como China y el mercado de América Latina, ya que las berlinas eran mucho más preferidas que los hatchback. El 307 CC, un descapotable con techo rígido retráctil, se lanzó en agosto de 2003 para competir con los nuevos descapotables cupé europeos.
En junio de 2004 se lanzó en China una nueva versión sedán de cuatro puertas del 307. El 307 es producido para el mercado chino por Dongfeng Peugeot-Citroën Automobile, una empresa conjunta con el Grupo PSA. Este modelo también se fabricó en Argentina entre mayo de 2006 y noviembre de 2010.En 2006, la versión argentina contenía un 60 % de piezas locales. La producción en China finalizó en 2014.
Las versiones de 5 puertas y SW representan la gran mayoría de las ventas en Europa. En Francia, las ventas de 307 (excluido el CC) se distribuyen durante el año 2005 de la siguiente manera: 4,2% 3 puertas, 63% 5 puertas, 4,8% familiar y 28% SW, para un total de 113.484 matriculaciones. 

### 307 SW

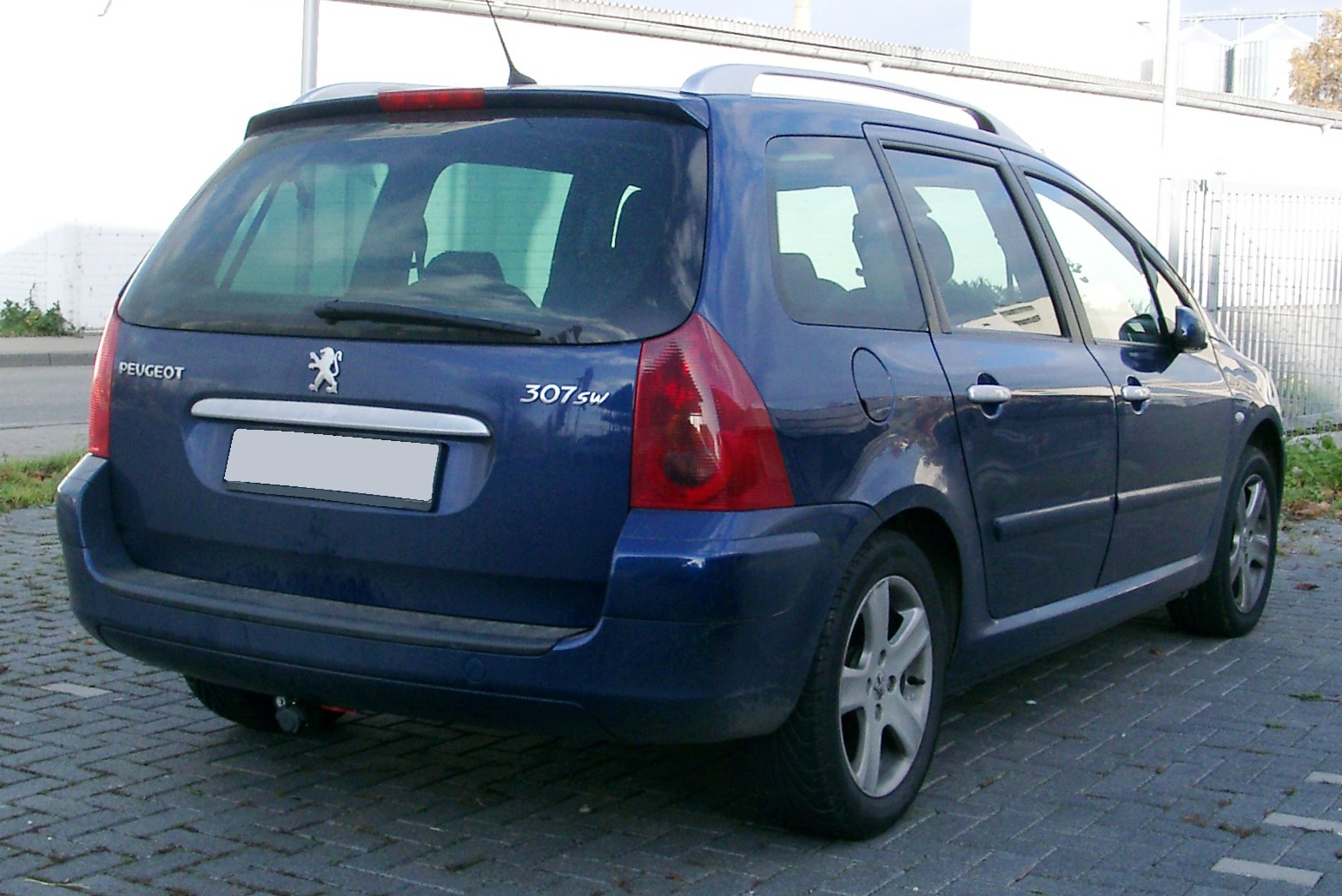
307 SW fase I (vista trasera)
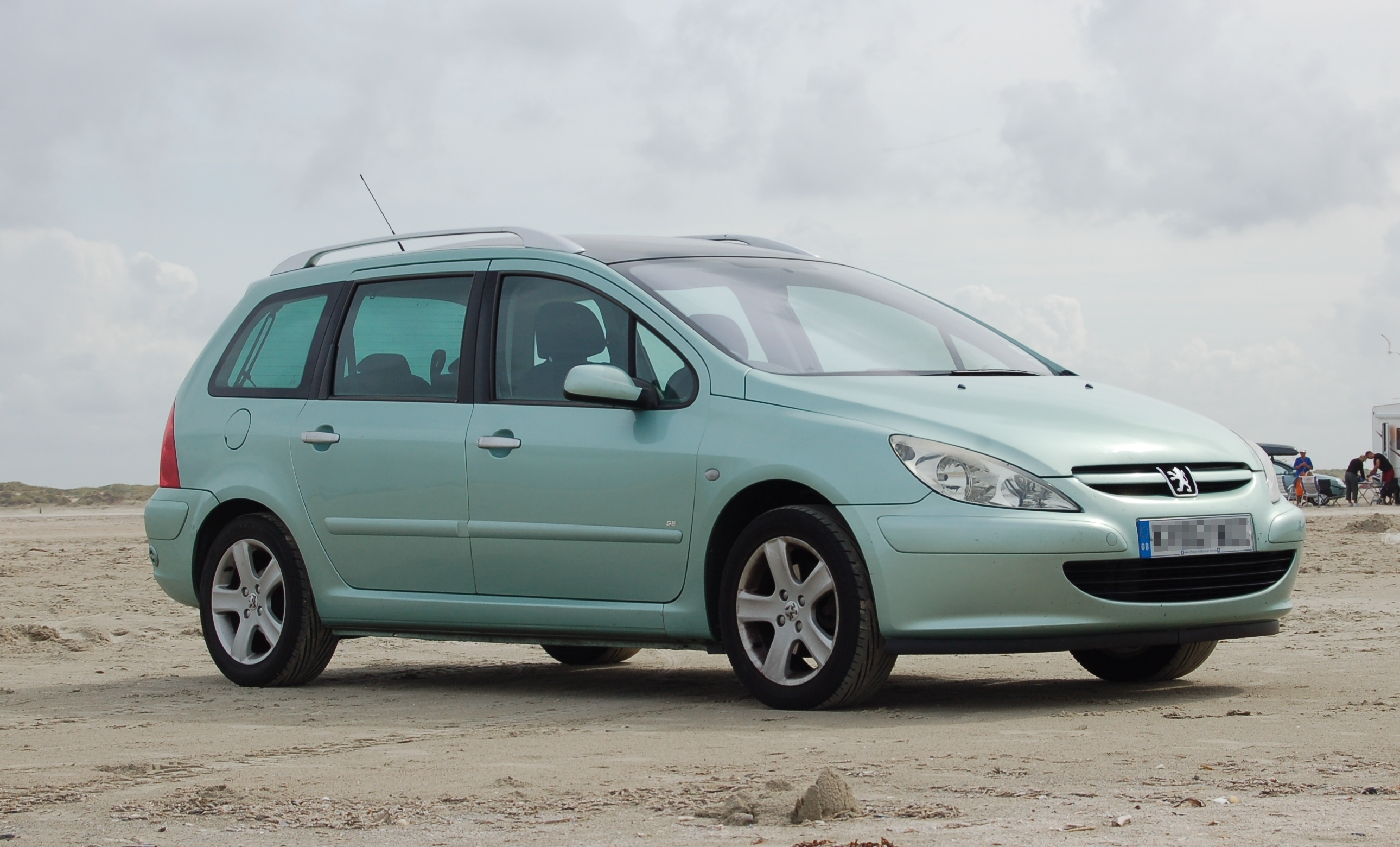
307 SW fase I
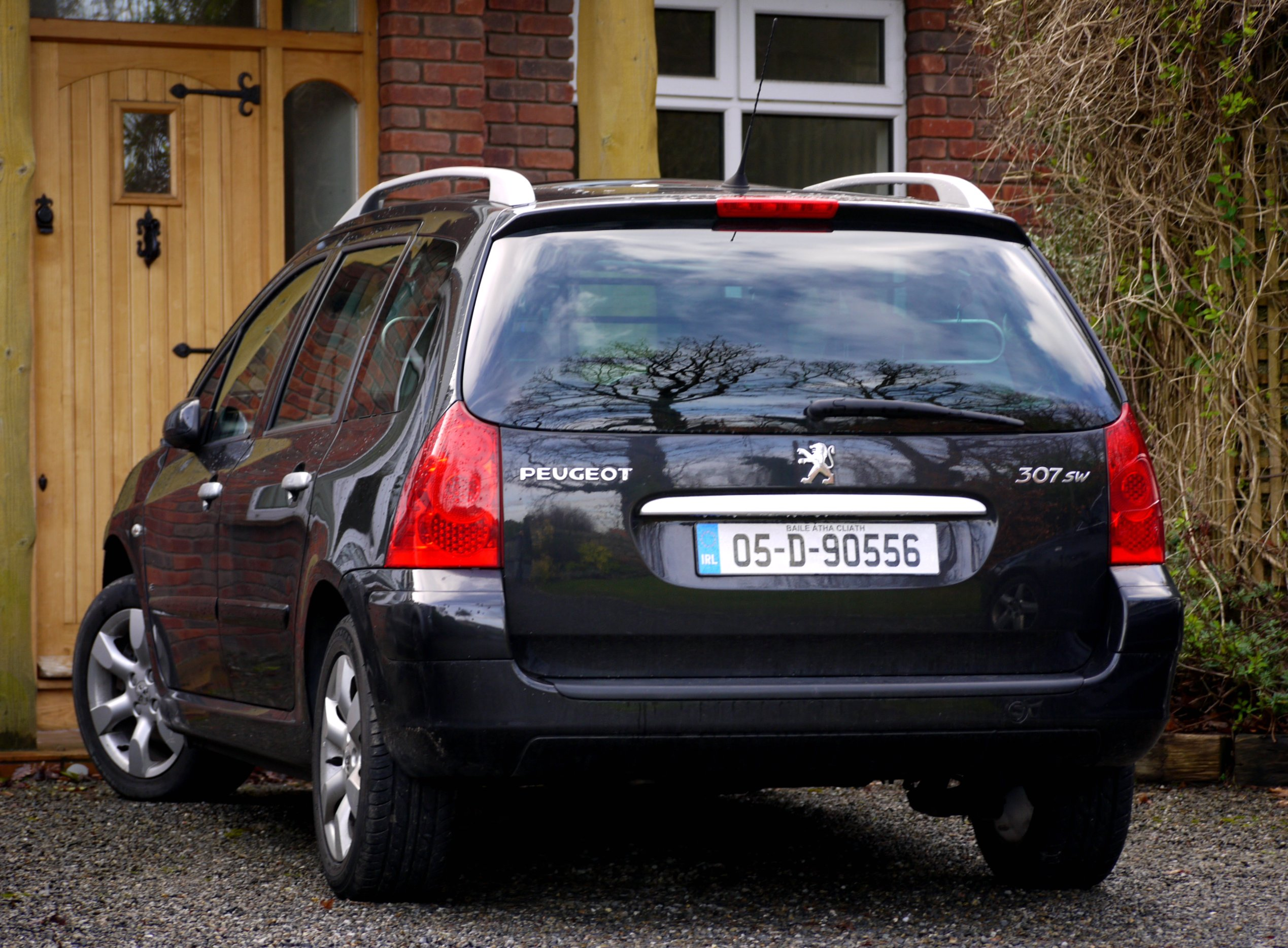
307 SW fase II (vista trasera)

### 307 CC
El 307 CC fue presentado en marzo de 2003, Se trata de un coupé descapotable de cuatro plazas con techo plegable metálico retráctil electrohidráulicamente en dos partes desarrollado por Magna Car Top Systems. El techo de acero accionado eléctricamente se abre en 25 segundos y también se monta casi sin cambios en el sucesor 308 CC, El 307 CC es ligeramente más bajo y más largo que la versión sedán, tiene un parabrisas mucho más plano y muy retrasado y un equipamiento básico más sofisticado. Gracias al techo retráctil no se puede montar ninguna baca. Un portaequipajes ligero con un peso total de hasta 30 kilogramos sólo se puede colocar sobre la tapa del maletero.
El 307 CC sustituyó al 306 Cabriolet por un techo de lona y lo hizo ofreciendo lo que ya se había visto dos años y medio antes en el 206 CC: un techo de chapa plegable con accionamiento electrohidráulico. Esto permitió que el automóvil cambiara cómodamente de la configuración cupé a convertible en segundos.
En configuración cerrada, parecía un coupé de tres volúmenes, con una línea particular: la relación con la berlina llevó al CC a tener un morro bastante corto e inclinado, dando al coche un efecto que tal vez no hubiera satisfecho los gustos del público. La parte trasera es la parte más estilísticamente nueva, ya que presentaba grupos de luces triangulares desarrollados horizontalmente, similares a los propuestos para el buque insignia 607, pero menos ahusados. También integraron tecnología LED que garantizó una mayor durabilidad. En la parte superior de la cola, un alerón muy pequeño que acabamos de mencionar hacía que el perfil fuera más dinámico. 
Tomando como base el 307 CC, el diseñador suizo Franco Sbarro, en colaboración con estudiantes de la escuela de diseño Espera, creó su propia versión del vehículo. Denominado GPA, implementó un nuevo techo panorámico retráctil, un nuevo kit de carrocería aerodinámico, nuevos componentes de la carrocería fabricados en carbono para reducir el peso total del coche, un nuevo sistema de escape deportivo Remus y nuevas llantas deportivas OZ Superturismo de 18".
El espacio interior evidentemente no era el mismo que el del sedán: el maletero, ya penalizado por la ausencia de un portón trasero con bandeja portaobjetos, se volvió aún menos espacioso si se tiene en cuenta la presencia de un compartimento para el techo plegado, que de hecho quitó espacio adicional.
En primer lugar, el estado propuesto es para su motor:
- 1.6 16v: 1587 cm³ de 110 CV
- 2.0 16v: 1997 cm³ de 136 CV y 177 CV.
- 2.0 HDi 16v: 1997 cm³ turbodiésel common rail de 136 CV.

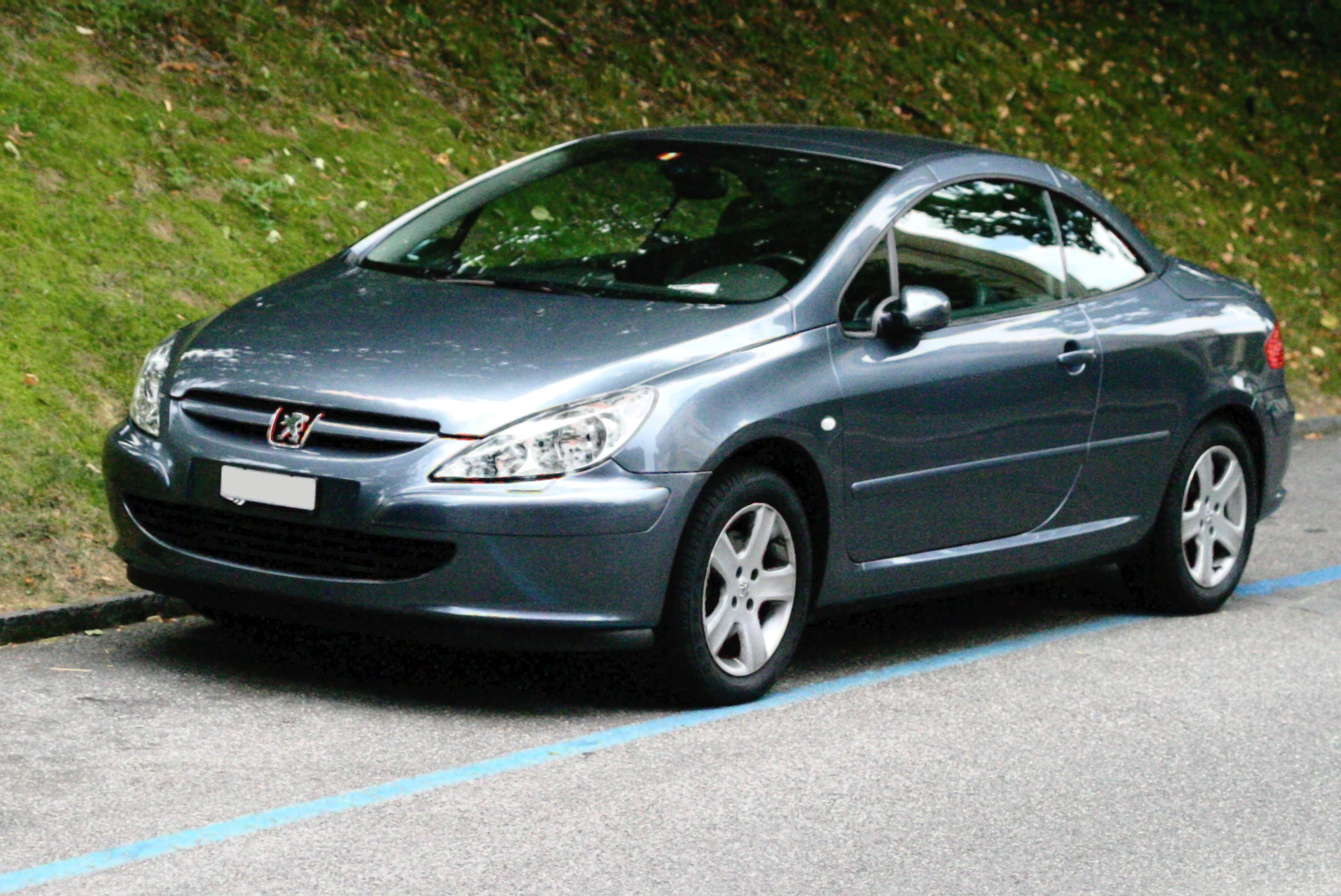
Peugeot 307 CC fase I (2003–2005)

El 307 CC también recibió el nuevo frontal en mayo de 2005, al igual que el sedán y el SW. En 2005/2006 se pudo pedir con cuatro variantes de equipamiento diferentes: “Filou”, “Tendance”, “Sport” y “JBL”.
El rediseño de septiembre de 2005 tiene una nueva apariencia similar a las variantes berlina y familiar. También el CC se beneficia de los grupos anteriores y es más agresivo.

El 307 CC se fabricó originalmente en 2009 y es compatible con la versión visor 308.

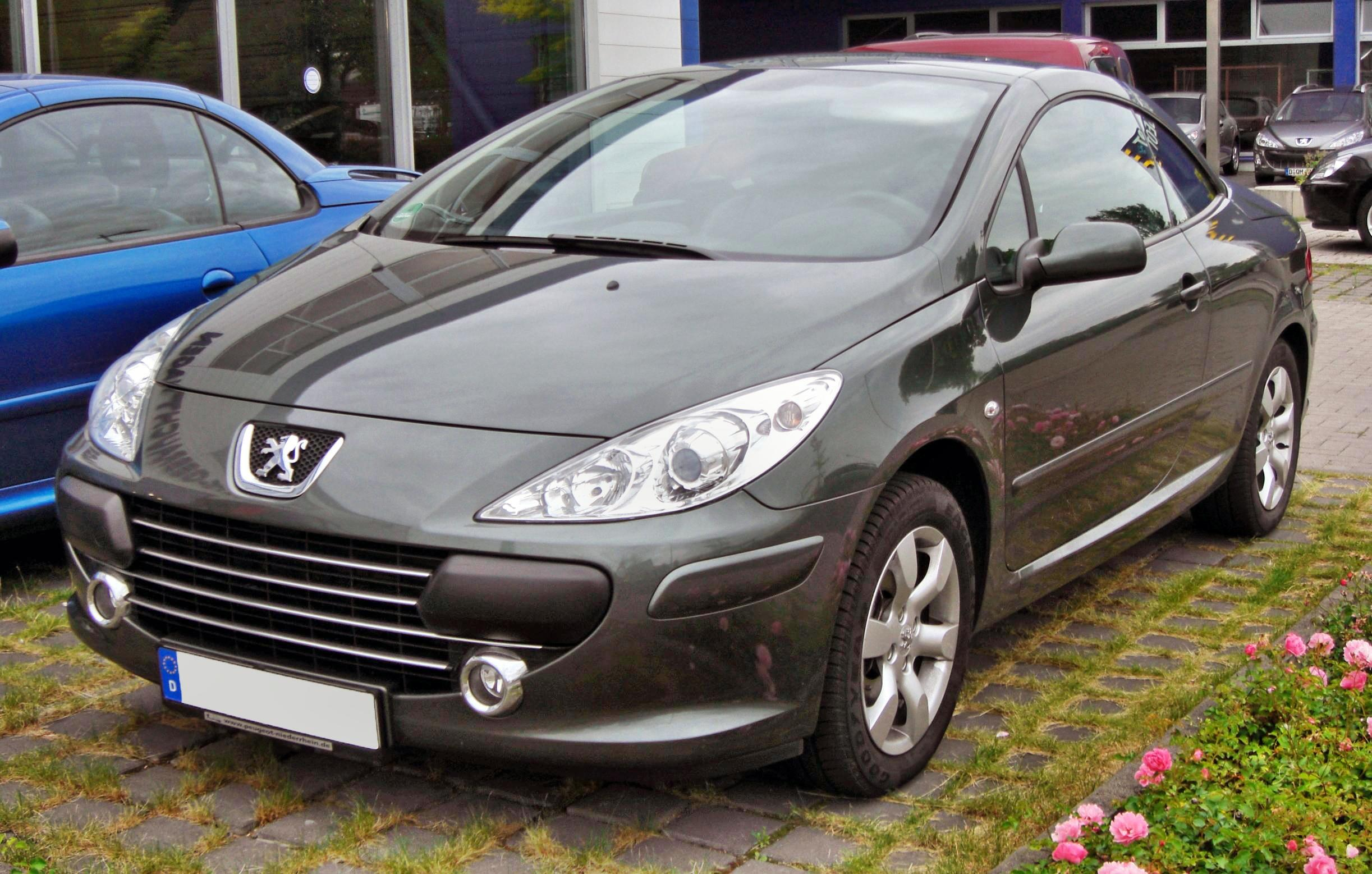
Peugeot 307 CC fase II (2005–2009)
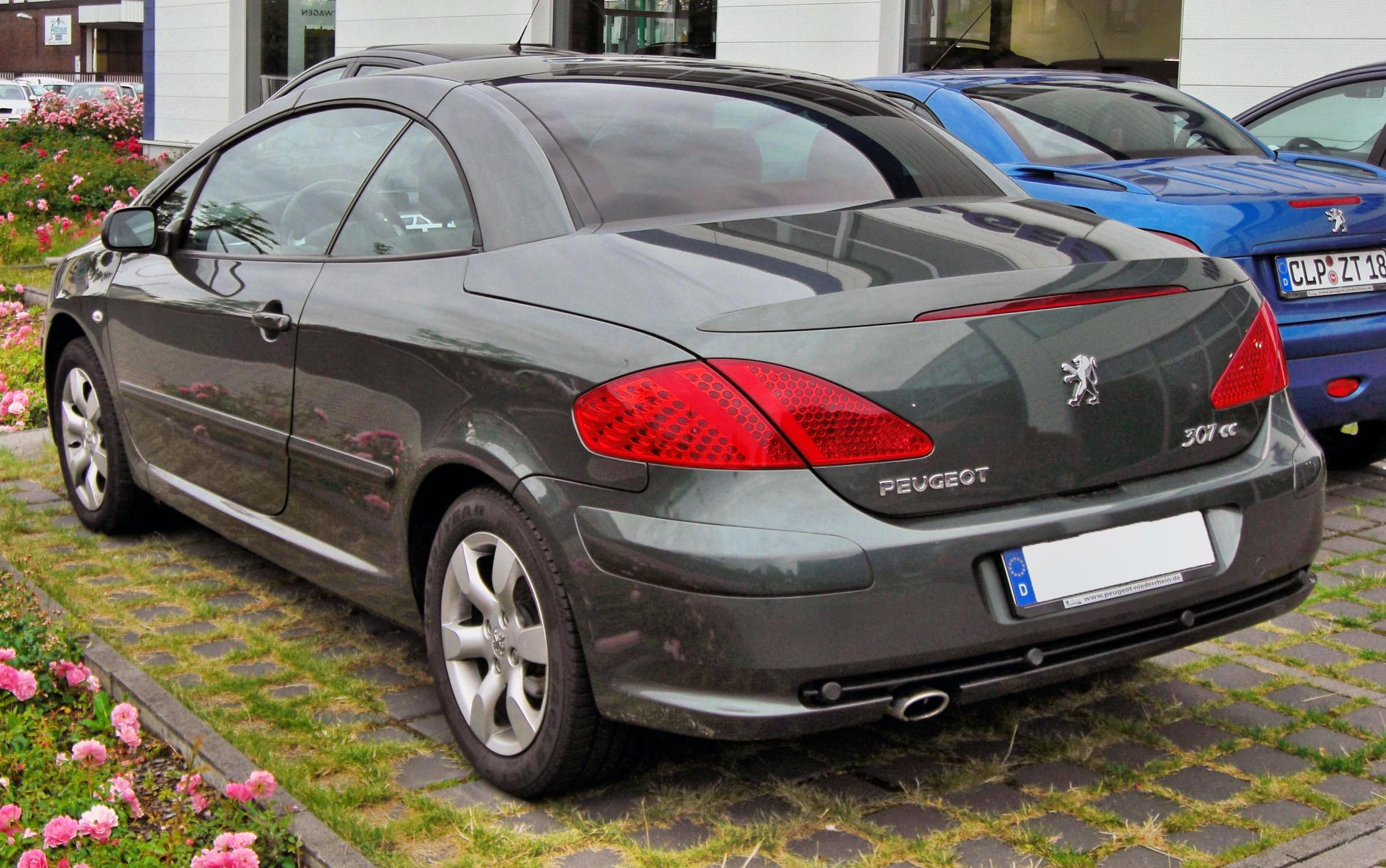
Vista trasera
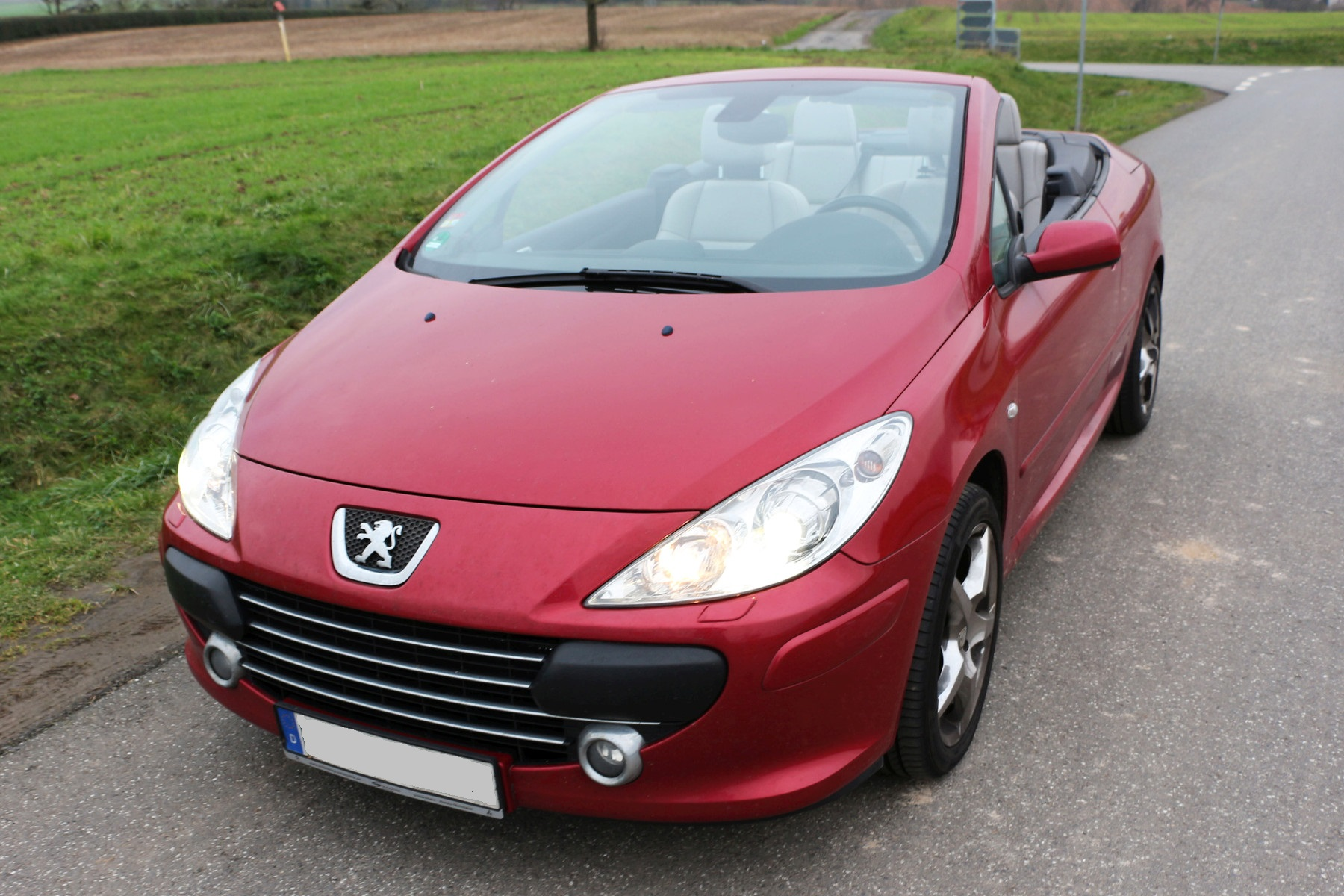
307 CC con techo abierto
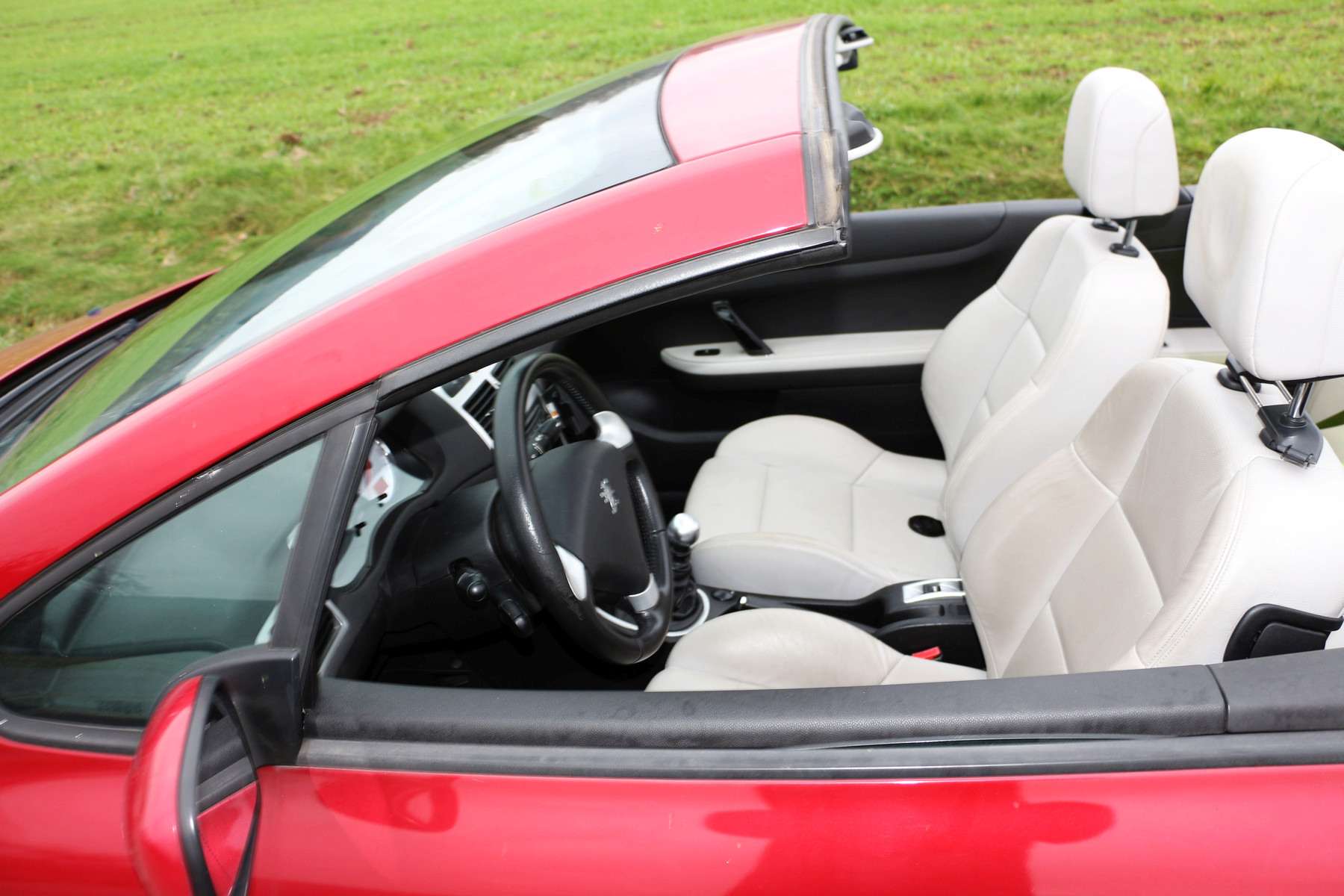
Vista interior de 307 CC.

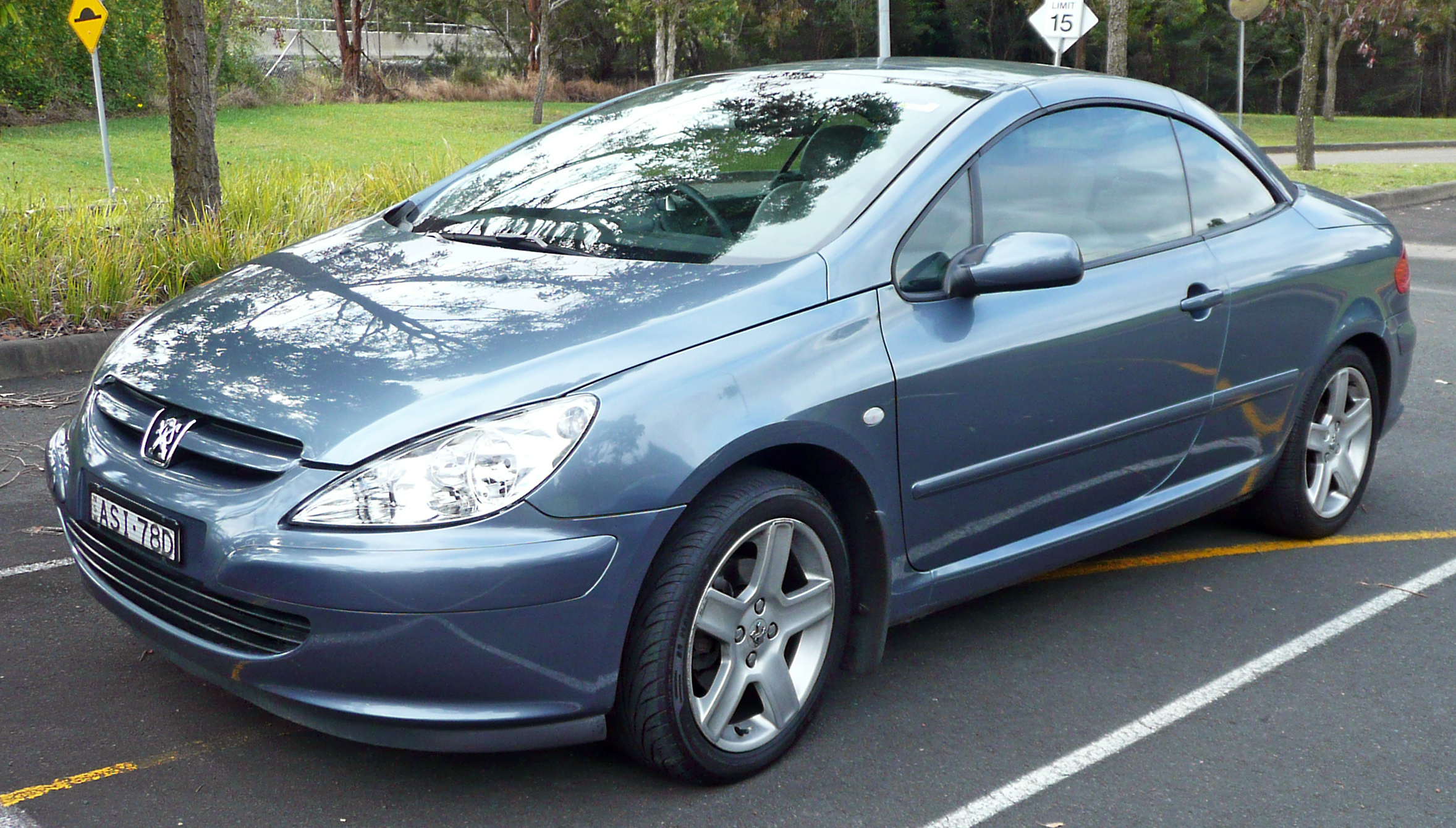
Peugeot 307 CC fase I
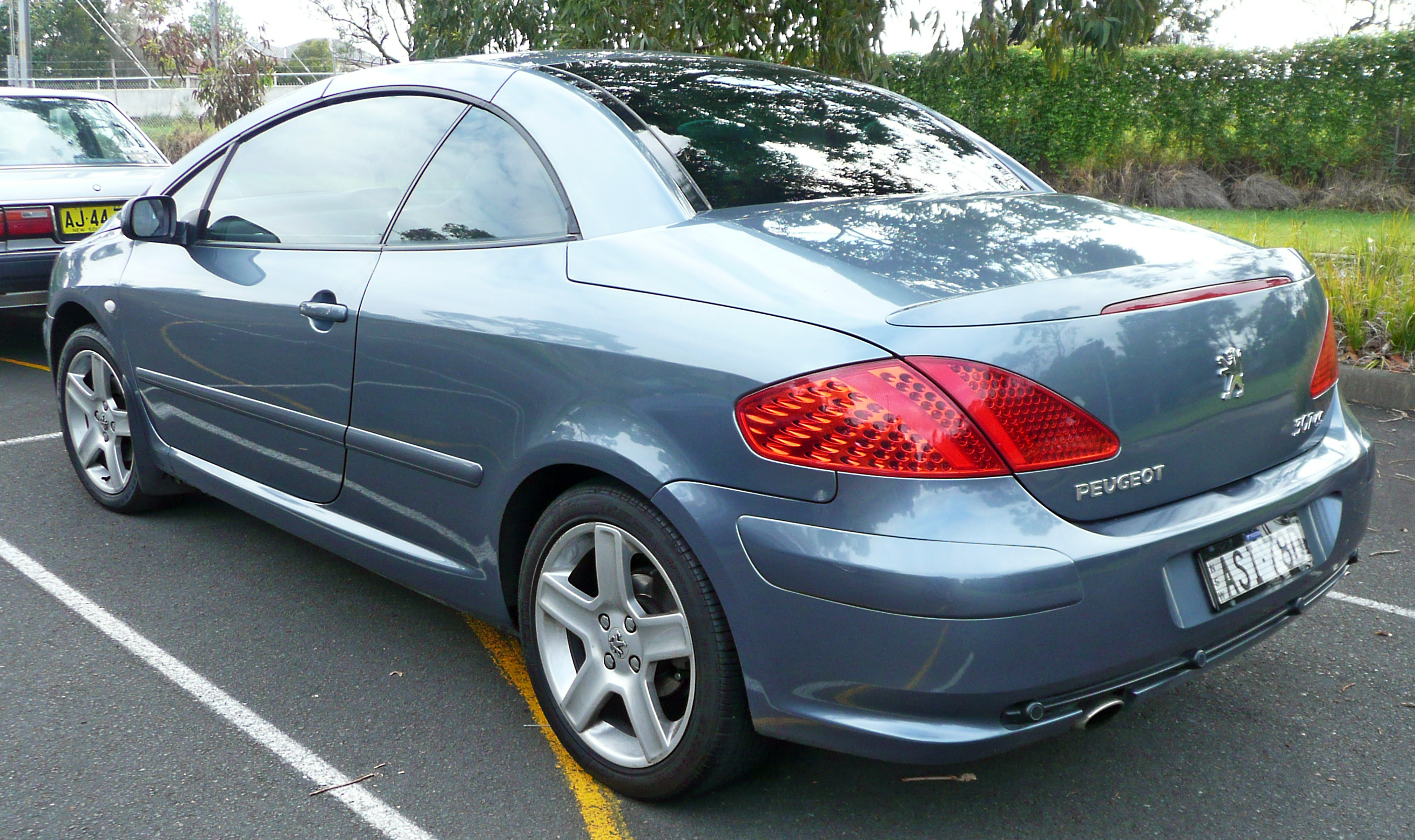
Peugeot 307 CC fase I (vista trasera)
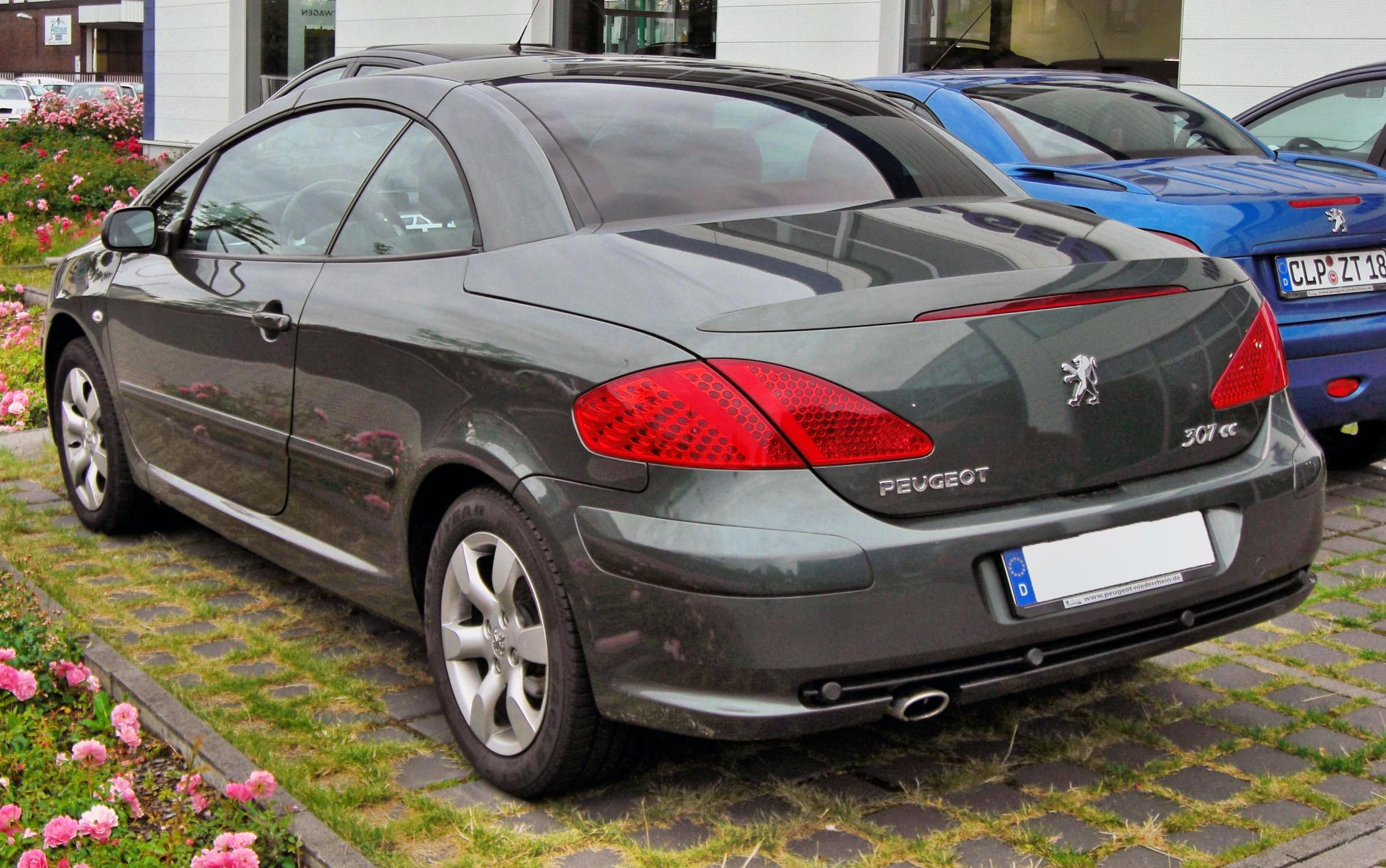
Peugeot 307 CC fase II (vista trasera)
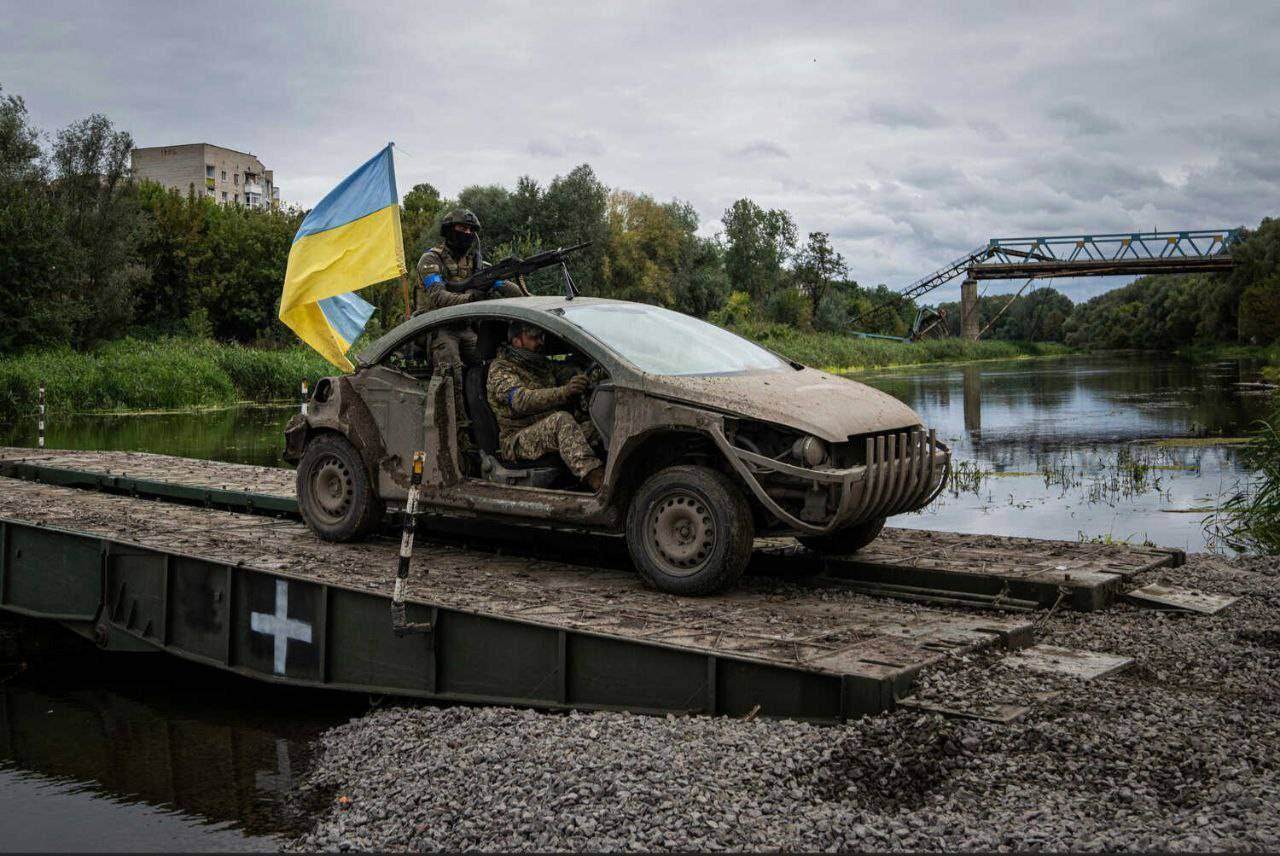
Peugeot 307 CC transformado en vehículo militar por las fuerzas armadas ucranianas

### 307 Sedán
Esta versión del 307 no está disponible en Europa. Su producción en China tiene una duración de 10 años, desde abril de 2004 hasta 2014.
Se produjo en Argentina de 2006 a 2010 (la versión de 5 puertas se produjo allí de 2004 a 2011), con un objetivo de ventas en Latinoamérica de 22.000 unidades anuales. 
No se benefició del rediseño hasta septiembre de 2007.  Las versiones altas fueron reemplazadas por el Peugeot 408 en 2010, las demás fueron reemplazadas por el 308 Sedan en 2012 (sólo en China).
En China, el 307 Sedan recibe motores y cajas de cambios de gasolina:
1. Manual de 1.6 litros, 5 velocidades, 110 CV
2. Automática de 1.6 litros, 5 velocidades, 110 CV
3. Manual de 2 litros, 5 velocidades, 138 CV.
4. Automática de 2 litros, 4 velocidades, 138 CV.

capaz de funcionar con etanol. 

Velocidad máxima 179-196 km/h.

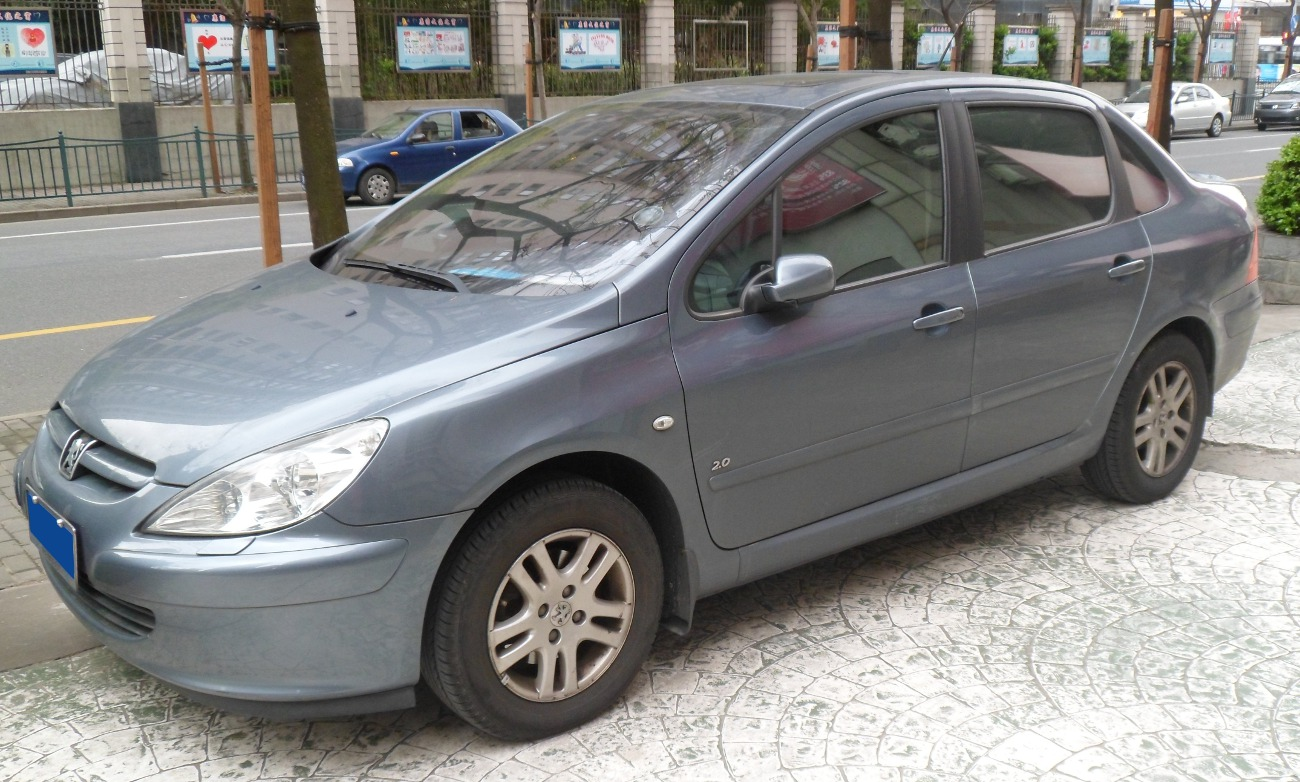
Peugeot 307 fase 1 sedan
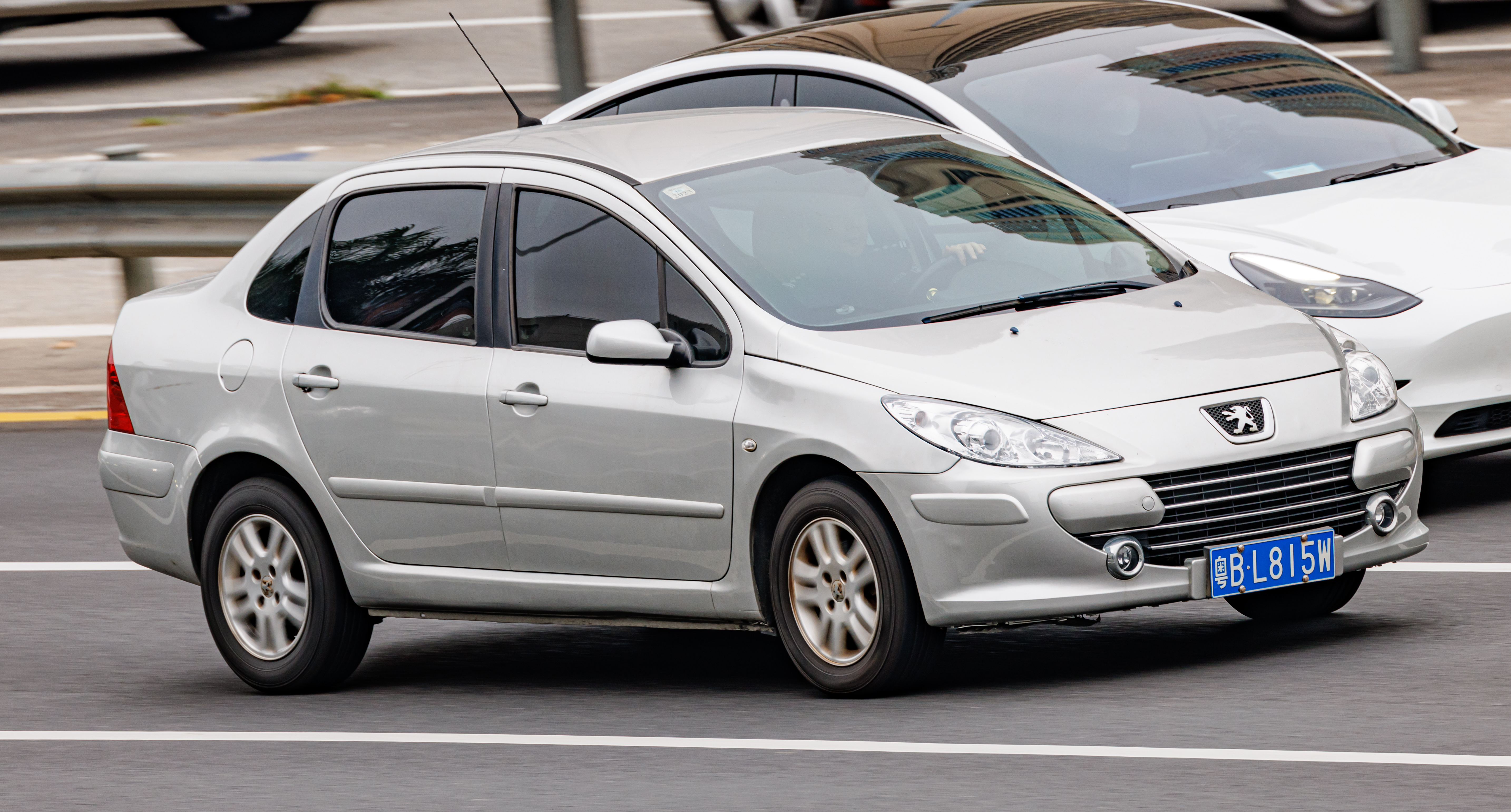
Peugeot 307 fase 2 sedan
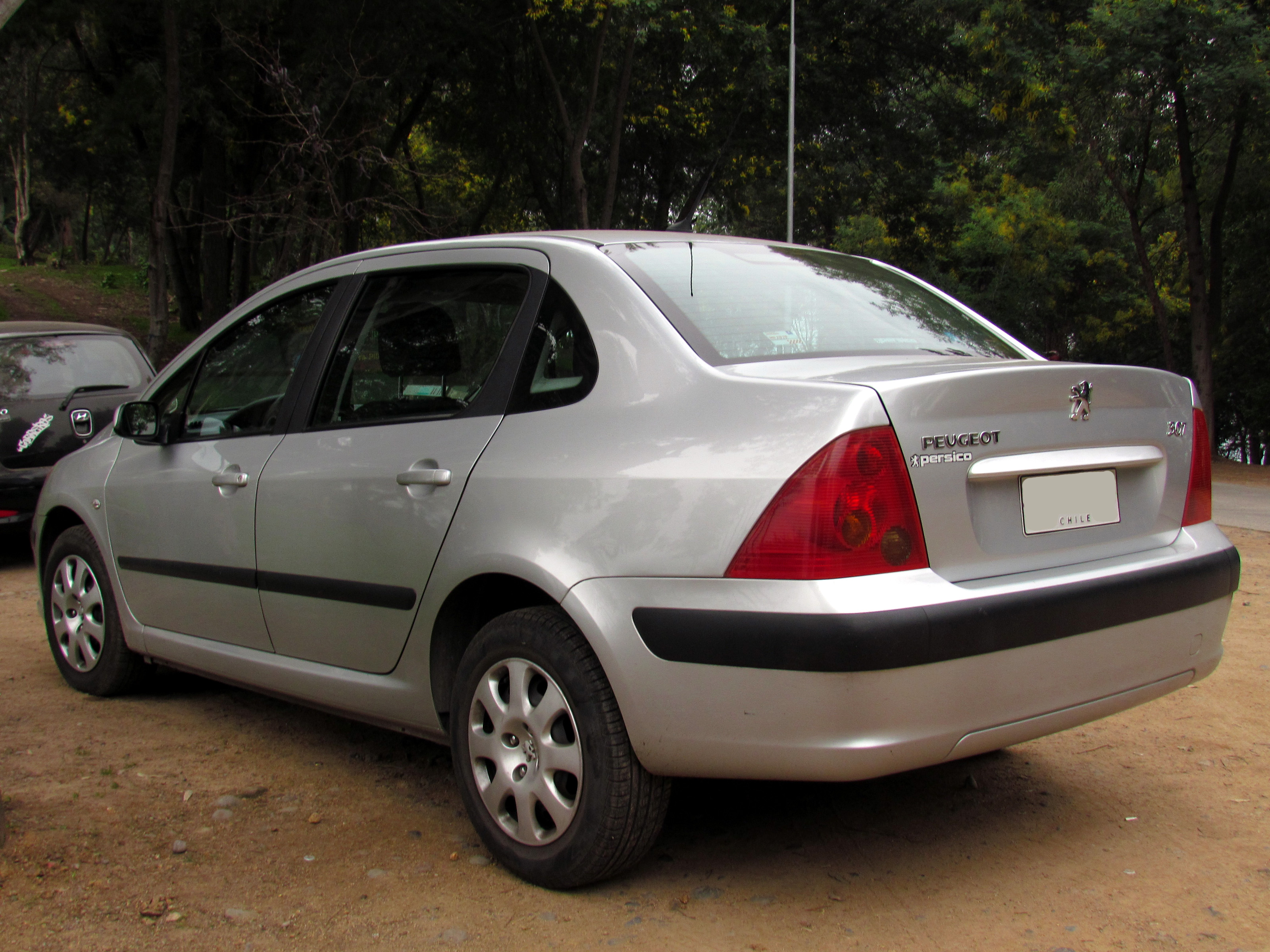
Peugeot 307 fase 2 sedan (vista trasera)

### Cross 307 (China)
Dongfeng Peugeot lanza a principios de 2012 el Peugeot Cross 307, un 307 de cinco puertas con un estilo más aventurero. Se distingue principalmente por numerosos elementos de protección (faleros, escudos, pasos de rueda), barras de techo y adhesivos específicos. 

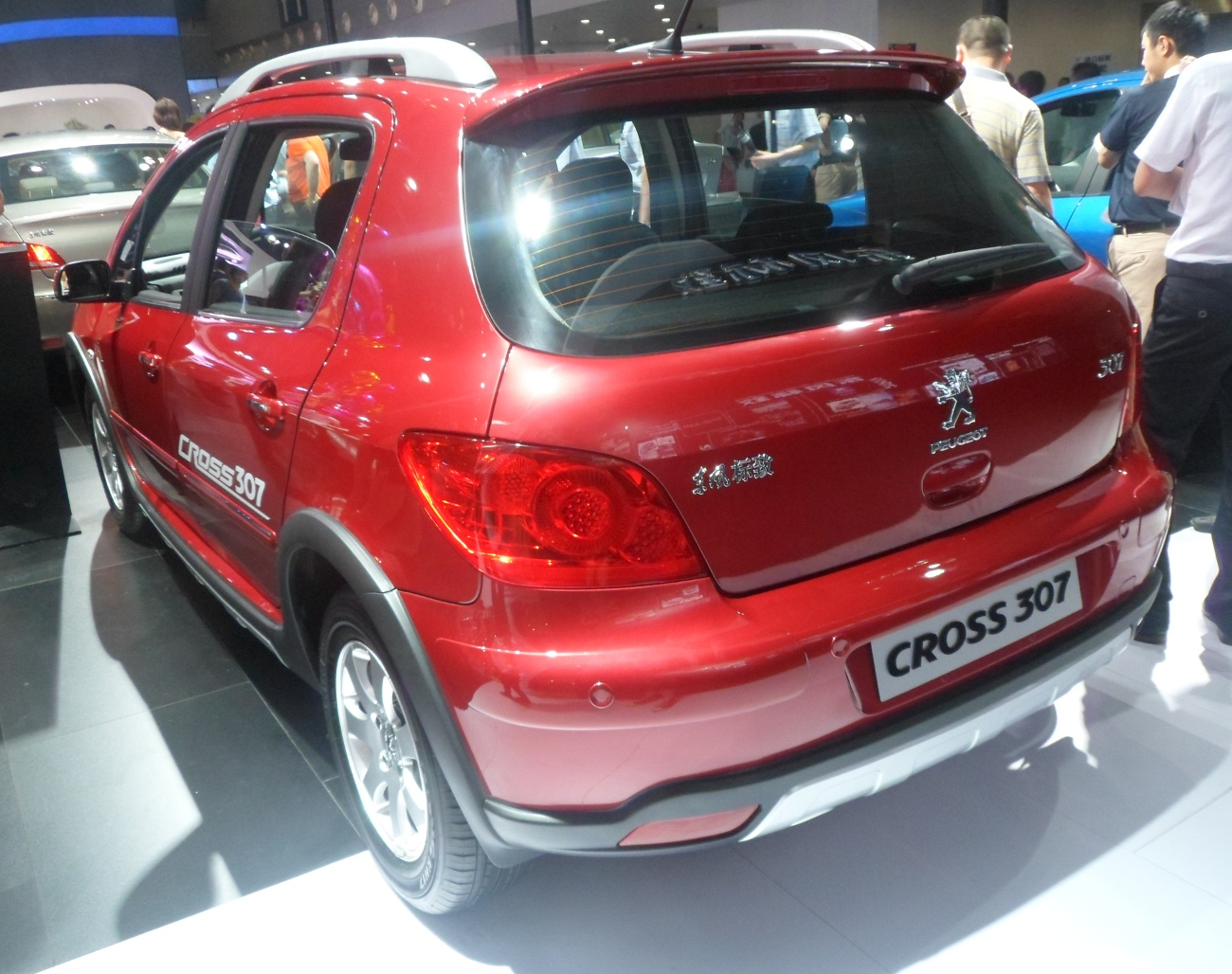
Peugeot 307 Cross (China)

### Peugeot 307 Stock Car
En el Salón del Automóvil de São Paulo de 2006, Peugeot presentó su versión del 307 Stock Car, para ampliar la imagen de la marca al público, un modelo equipado con un motor V8 de 450 CV. estrenado en 2007. 
En 2007, Peugeot se incorporó al campeonato brasileño de stock car V8 como cuarto fabricante (los otros son VW, GM y Mitsubishi). Para competir, Peugeot está desarrollando un coche basado en el 307 Sedan. El coche está equipado con un motor V8 de 5.700 cc y 16 válvulas que desarrolla una potencia de 450 caballos.
Alcanza un par máximo de 690 Nm de par a una velocidad de 4200 rpm.
El coche está equipado con una caja de cambios de 5 velocidades y pesa 1250 kg.
En 2008 y 2009 Ricardo Mauricio y Caca Bueno del equipo WA Mattheis ganaron respectivamente el campeonato al volante de un 307 Stock Car.
A partir de la temporada 2011, el 307 Stock Car será sustituido por el 408 stock car.
Em 2008 foi campeão com o piloto Ricardo Maurício. 

## Prototipos
- Peugeot 307 Prométhée (2000)
- Peugeot 307 Caméléo (2001)

## Motorizaciones
Todas las motorizaciones del 307 son de cuatro cilindros y se utilizan en numerosos modelos del Groupe PSA. Los gasolina son un 1.4 litros de 75 o 90 CV de potencia máxima, un 1.6 litros de 110 CV, y un 2.0 litros en versiones de 143 y 180 CV. Todos tienen cuatro válvulas por cilindro, menos el 1.4 litros de 75 CV que tienen solamente dos.
Los diésel son un 1.4 litros de 68 CV de potencia máxima, un 1.6 litros de 90 o 110 CV de potencia máxima, y un 2.0 litros en versiones de 90, 109 y 136 CV, todos ellos con inyección directa common-rail. Salvo el 2.0 litros de 90 CV y el 1.4 litros, el resto tiene intercooler, y solamente el 2.0 litros de 136 CV y los 1.6 litros tienen cuatro válvulas por cilindro. El 2.0 litros de 136 CV y el 1.6 litros de 109 CV tienen turbocompresor de geometría variable, y el resto de geometría fija.
| Periodo                        | 2001-2005             | 2005-2007             | 2001-2007             | 2001-2005              | 2005-2007              | 2005-2006              |
| Identificación del motor       | TU3 JP (KFX, KFW)     | ET3 J4 (KFU)          | TU5 JP4 (NFU)         | EW10 J4 (RFN)          | EW10 A (RFJ)           | EW10 J4S (RFK)         |
| Tipo de motor                  | L4 8v                 | L4 16v                | L4 16v                | L4 16v                 | L4 16v                 | L4 16v                 |
| Diámetro x carrera             | 75.0 mm × 77.0 mm     | 75.0 mm × 77.0 mm     | 78.5 mm × 82.0 mm     | 85.0 mm × 88.0 mm      | 85.0 mm × 88.0 mm      | 85.0 mm × 88.0 mm      |
| Cilindrada                     | 1360 cm³              | 1360 cm³              | 1587 cm³              | 1997 cm³               | 1997 cm³               | 1997 cm³               |
| Relación de compresión         | 10.2: 1               | 10.2: 1               | 10.8: 1               | 10.8: 1                | 11.0: 1                | 11.0: 1                |
| Potencia máxima: CV (kW) @ rpm | 75 CV (55 kW) @ 5500  | 88 CV (65 kW) @ 5250  | 109 CV (80 kW) @ 5750 | 136 CV (100 kW) @ 6000 | 140 CV (103 kW) @ 6000 | 177 CV (130 kW) @ 7000 |
| Par máximo: Nm @ rpm           | 111 Nm @ 3400         | 133 Nm @ 3250         | 147 Nm @ 4000         | 190 Nm @ 4100          | 200 Nm @ 4000          | 202 Nm @ 4750          |
| Tracción                       | Delantera             | Delantera             | Delantera             | Delantera              | Delantera              | Delantera              |
| Transmisión                    | Manual, 5 velocidades | Manual, 5 velocidades | Manual, 5 velocidades | Manual, 5 velocidades  | Manual, 5 velocidades  | Manual, 5 velocidades  |
| Peso                           | 1142 kg               | 1158 kg               | 1176 kg               | 1202 kg                | 1243 kg                | 1286 kg                |
| Longitud                       | 4202 mm               | 4202 mm               | 4202 mm               | 4349 mm                | 4349 mm                | 4349 mm                |
| Aceleración 0–100 km/h         | 15.2 s                | 14.2 s                | 11.6 s                | 9.8 s                  | 9.8 s                  | 8.8 s                  |
| Velocidad máxima               | 167 km/h              | 172 km/h              | 190 km/h              | 205 km/h               | 205 km/h               | 221 km/h               |
| Consumo combinado (L/100 km)   | 6.8                   | 6.5                   | 7.2                   | 7.9                    | 7.7                    | 8.4                    |

| Periodo                        | 2001-2005                                    | 2005-2007                                                  | 2005-2007                                                  | 2001-2005                                    | 2001-2005                                                 | 2004-2007                                                  |
| Identificación del motor       | DV4 TD                                       | DV6 ATED4                                                  | DV6 TED4                                                   | DW10 A                                       | DW10 ATED                                                 | DW10 TED4                                                  |
| Tipo de motor                  | L4 8v, inyección directa, common-rail, turbo | L4 16v, inyección directa, common-rail, turbo, intercooler | L4 16v, inyección directa, common-rail, turbo, intercooler | L4 8v, inyección directa, common-rail, turbo | L4 8v, inyección directa, common-rail, turbo, intercooler | L4 16v, inyección directa, common-rail, turbo, intercooler |
| Diámetro x carrera             | 73.7 mm × 82.0 mm                            | 75.0 mm × 88.3 mm                                          | 75.0 mm × 88.3 mm                                          | 85.0 mm × 88.0 mm                            | 85.0 mm × 88.0 mm                                         | 85.0 mm × 88.0 mm                                          |
| Cilindrada                     | 1399 cm³                                     | 1560 cm³                                                   | 1560 cm³                                                   | 1997 cm³                                     | 1997 cm³                                                  | 1997 cm³                                                   |
| Relación de compresión         | 17.9: 1                                      | 17.6: 1                                                    | 17.6: 1                                                    | 18.0: 1                                      | 17.6: 1                                                   | 17.6: 1                                                    |
| Potencia máxima: CV (kW) @ rpm | 68 CV (50 kW) @ 4000                         | 90 CV (66 kW) @ 4000                                       | 109 CV (80 kW) @ 4000                                      | 90 CV (66 kW) @ 4000                         | 107 CV (79 kW) @ 4000                                     | 136 CV (100 kW) @ 4000                                     |
| Par máximo: Nm @ rpm           | 150 Nm @ 1750                                | 215 Nm @ 1750                                              | 240 Nm @ 1750                                              | 205 Nm @ 1900                                | 250 Nm @ 1750                                             | 320 Nm @ 2000                                              |
| Tracción                       | Delantera                                    | Delantera                                                  | Delantera                                                  | Delantera                                    | Delantera                                                 | Delantera                                                  |
| Transmisión                    | Manual, 5 velocidades                        | Manual, 5 velocidades                                      | Manual, 5 velocidades                                      | Manual, 5 velocidades                        | Manual, 5 velocidades                                     | Manual, 6 velocidades                                      |
| Peso                           | 1254 kg                                      | 1214 kg                                                    | 1243 kg                                                    | 1243 kg                                      | 1354 kg                                                   | 1346 kg                                                    |
| Longitud                       | 4202 mm                                      | 4202 mm                                                    | 4202 mm                                                    | 4202 mm                                      | 4202 mm                                                   | 4202 mm                                                    |
| Aceleración 0–100 km/h         | 17.0 s                                       | 13.9 s                                                     | 12.3 s                                                     | 13.6 s                                       | 12.7 s                                                    | 11.0 s                                                     |
| Velocidad máxima               | 161 km/h                                     | 179 km/h                                                   | 188 km/h                                                   | 179 km/h                                     | 191 km/h                                                  | 202 km/h                                                   |
| Consumo combinado (L/100 km)   | 4.7                                          | 4.9                                                        | 4.9                                                        | 5.3                                          | 5.3                                                       | 5.4                                                        |

## Fiabilidad
Tras numerosas quejas de los propietarios de los modelos 307 2.0 HDi 110 CV y 2.0 HDi 136 CV, UFC-Que Choisir ha podido comprobar que un número importante de vehículos de este tipo, fabricados entre 2000 y mediados de 2004 en la fase 1 denominada T5, padecen un fallo de diseño en el volante bimasa que provoca fallos en el embrague. Según la prensa automovilística, un gran número de motores 1.6 HDI 110 también han sufrido fallos en el turbo. Esto perjudica gravemente la reputación del 307 y del grupo PSA en general, dada la alta producción de esta versión.
Según algunas fuentes, el 307 sufre de una calidad de construcción y una confiabilidad por debajo de la media, habiendo figurado en la parte inferior de las estadísticas de averías del Automóvil Club Alemán (ADAC) para coches familiares pequeños de 3 a 5 años de antigüedad en 2009. Sin embargo, en junio de 2005 se hizo un lavado de cara al modelo y aumentó la confiabilidad, convirtiéndolo en un modelo más popular. Los modelos 2006/2007 fueron mencionados como mucho más fiables y dignos de confianza.
En mayo de 2022, un conductor francés alcanzó el millón de kilómetros recorridos con un 307-

## El 307 en competición
Peugeot participó oficialmente en el Campeonato Mundial de Rally en las temporadas 2004 y 2005 con una versión World Rally Car del 307 CC. El 307 WRC ganó el Rally de Finlandia de ambos años y el Rally de Japón de 2005, en los tres casos pilotado por Marcus Grönholm. Al retirarse Peugeot del campeonato, el equipo privado OMV Peugeot Rally Norway comenzó a desarrollarlo por su cuenta y lo ha utilizado en las temporadas 2006 y 2007.
El equipo oficial Peugeot TC 2000 de TC2000 utilizó un 307 hatchback durante las temporadas 2004 y 2005, con el cual ganó en la carrera de Concordia de 2005 con Guillermo Ortelli al volante y así mismo alisto los 307 hatchback re-estilizados en las temporadas 2010, 2011 y 2012
También equipos privados como el Lanús Motorsport y el FP Racing hicieron lo mismo, pero esta vez, con versiones Sedan

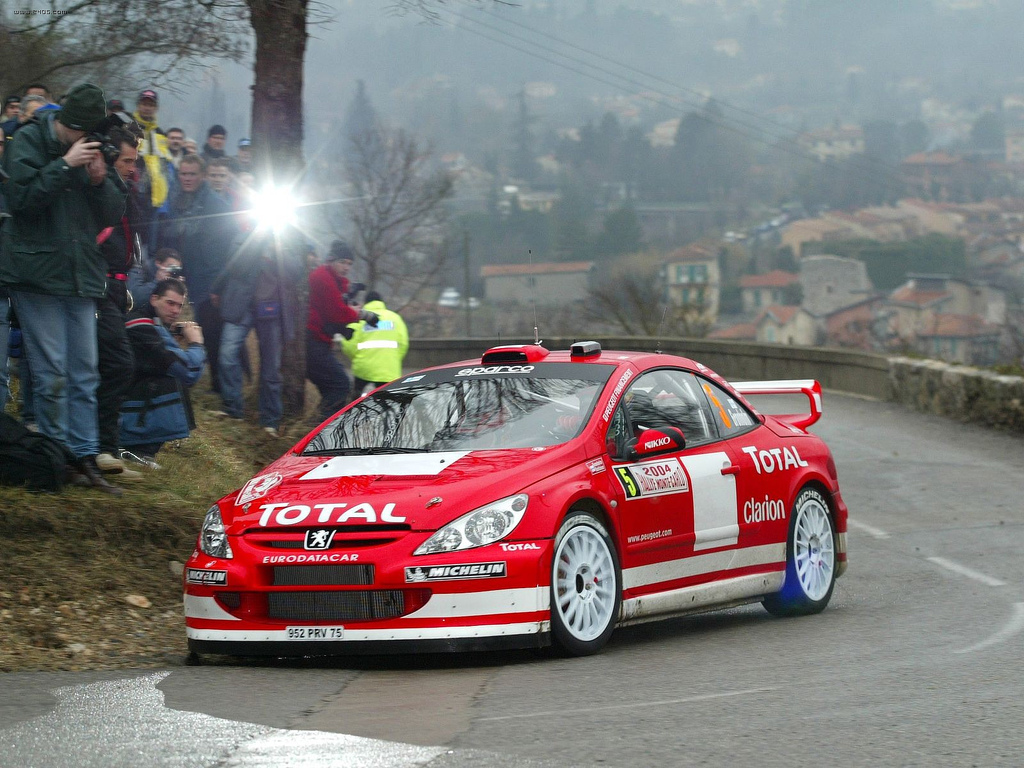
Marcus Grönholm al volante de su 307 WRC en el Rally de Montecarlo de 2004.

El Peugeot 307 WRC, un World Rally Car basado en el 307 CC, reemplazó al campeón 206 WRC en el Campeonato Mundial de Rally durante la temporada 2004.
El vehículo estuvo plagado de problemas de transmisión a lo largo de su carrera, y los estilos de conducción de los pilotos del equipo de fábrica no se adaptaban a las características de manejo del coche. En 2004, el coche consiguió siete podios y su primera victoria en el Rally de Finlandia, pero no pudo luchar por el campeonato ya que Marcus Grönholm terminó quinto en el campeonato de pilotos y Peugeot cuarto en el campeonato de constructores.
La temporada de 2005 fue más exitosa, y Peugeot fue un serio contendiente para el campeonato de constructores, liderando el campeonato después de la ronda 10, pero el desafío se desvaneció después del retiro de Markko Märtin de los rallyes. Peugeot acabó segundo en el campeonato de constructores, mientras que Grönholm acabó tercero en el campeonato de pilotos, empatado a puntos con el segundo clasificado, Petter Solberg. Grönholm consiguió la victoria en el Rally de Finlandia y el Rally de Japón, además de otros seis podios, mientras que Märtin consiguió otros cuatro.
El coche vio truncada su vida en competición con apoyo de fábrica a finales de 2005, cuando PSA decidió retirar a los equipos de fábrica de Citroën y Peugeot de los rallyes de alto nivel. Una empresa privada de la experimentada firma de preparación de Peugeot, Bozian Racing, denominada OMV Peugeot Norway World Rally Team, asumió en gran medida la responsabilidad de la conducción de los 307 con especificación WRC para la temporada siguiente de 2006. Manfred Stohl y Henning Solberg fueron nombrados como personal de conducción. Stohl obtuvo una impresionante cuarta posición en la clasificación general de pilotos, y el 307 WRC consiguió siete podios de equipos privados esa temporada.
En total, el coche cuenta con tres victorias en el WRCpodios en su haber. Marcus Grönholm lo llevó a lo más alto del podio en la serie en el Rally de Finlandia en 2004 y 2005, así como en el Rally de Japón en 2005. 

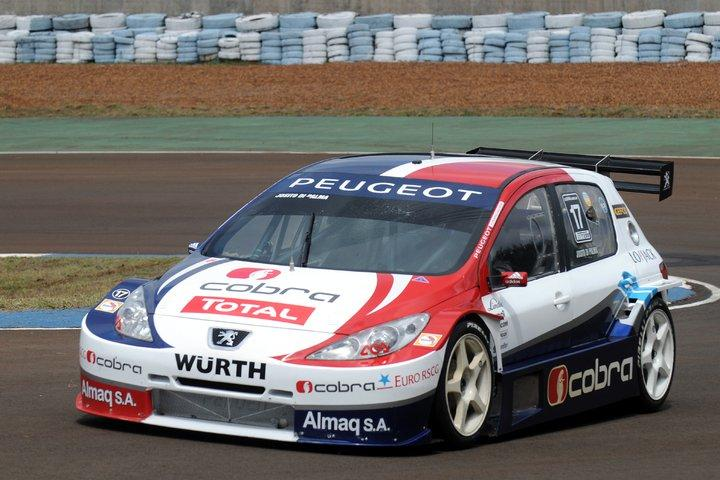
El 307 de Luis José Di Palma durante la temporada 2010 del TC 2000.

El 307 WRC será recordado por el accidente que sufrieron los competidores del WRC Markko Märtin y Michael Park el 18 de septiembre de 2005, que resultó en la muerte del copiloto Park. En la etapa 15 del Rally de Gales GB, Märtin perdió el control de su 307 WRC y chocó contra un árbol, matando a Park instantáneamente. Esta fue la primera muerte en un evento del WRC desde Rodger Freeth en 1993.
El Peugeot 307 también ha competido en el Campeonato Mundial de Turismos, en el Campeonato Británico de Turismos, en el Stock Car Brasil, en el TC2000 y en el Campeonato Danés de Turismos.

### Victorias en el WRC
| N.º | Evento                     | Temporada | Piloto          | Copiloto        |
| --- | -------------------------- | --------- | --------------- | --------------- |
| 1   | Rally de Finlandia de 2004 | 2004      | Marcus Grönholm | Timo Rautiainen |
| 2   | Rally de Finlandia de 2005 | 2005      | Marcus Grönholm | Timo Rautiainen |
| 3   | Rally de Japón de 2005     | 2005      | Marcus Grönholm | Timo Rautiainen |

## Galerías

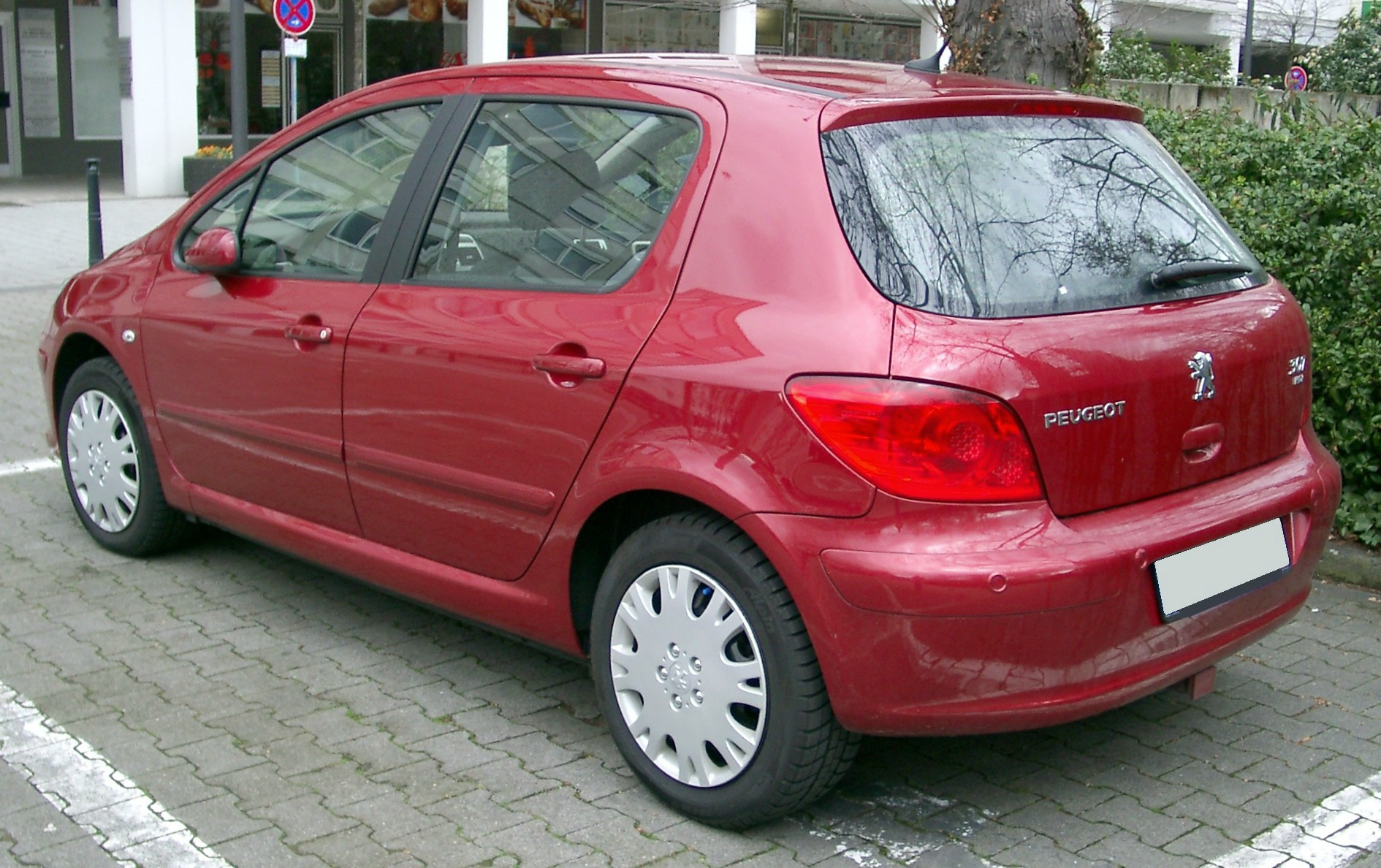
307 hatchback 5 puertas
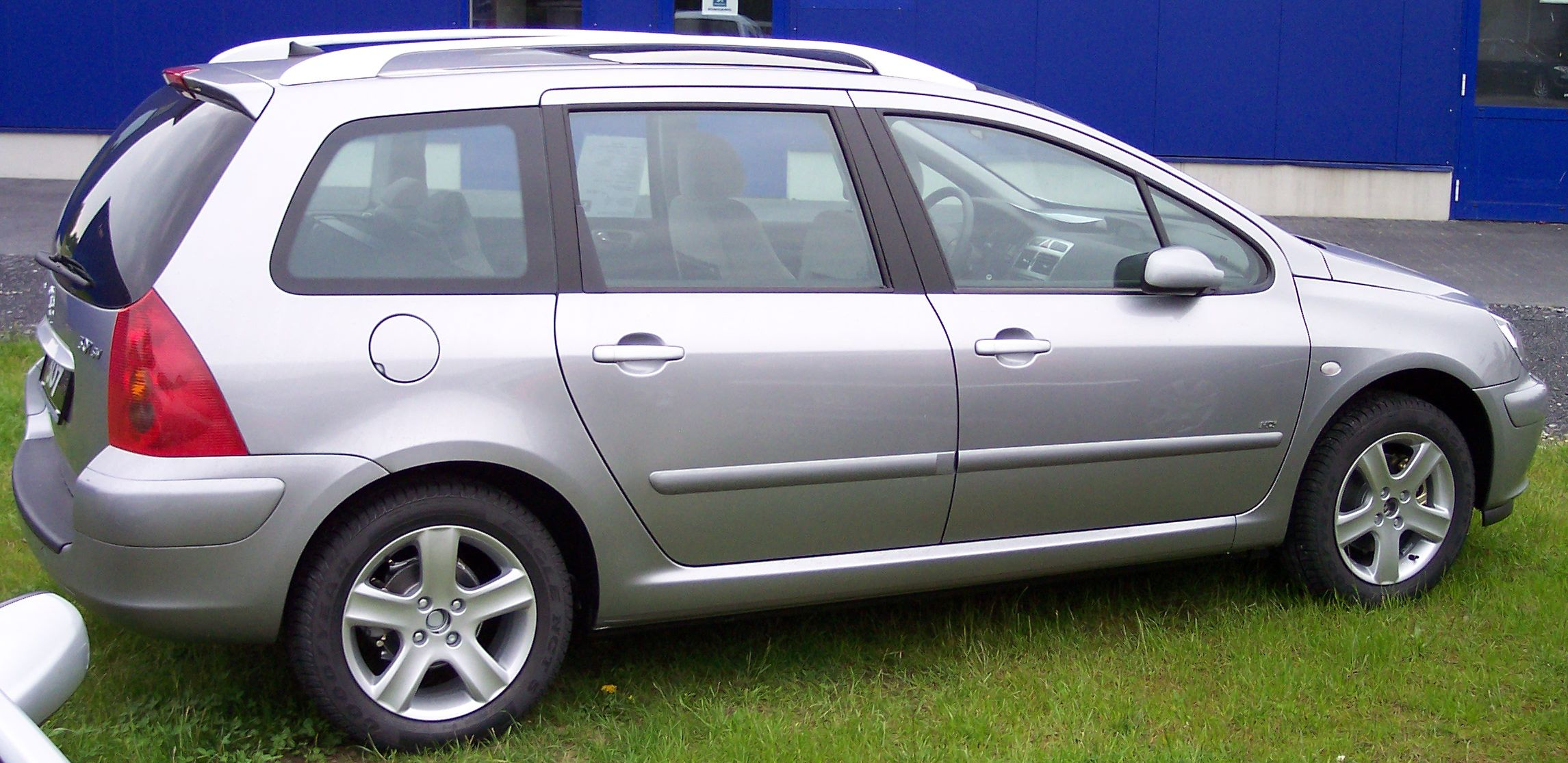
307 familiar
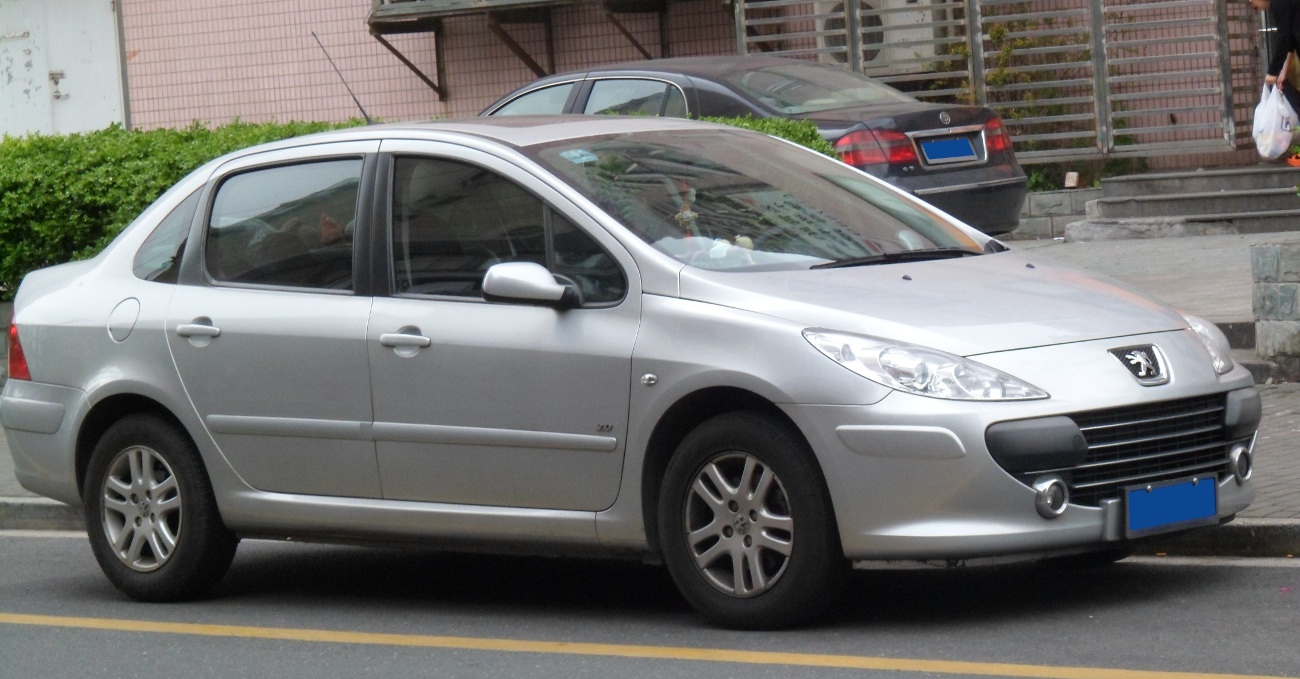
307 sedán
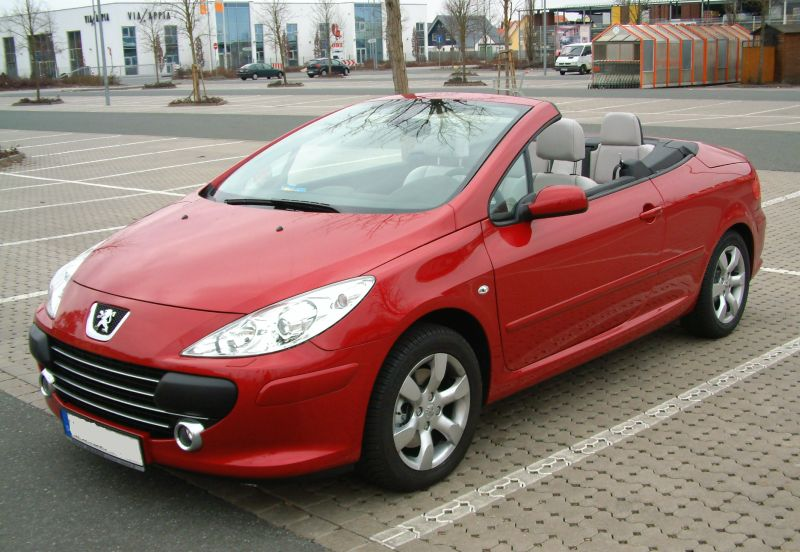
307 descapotable (cabriocupé)
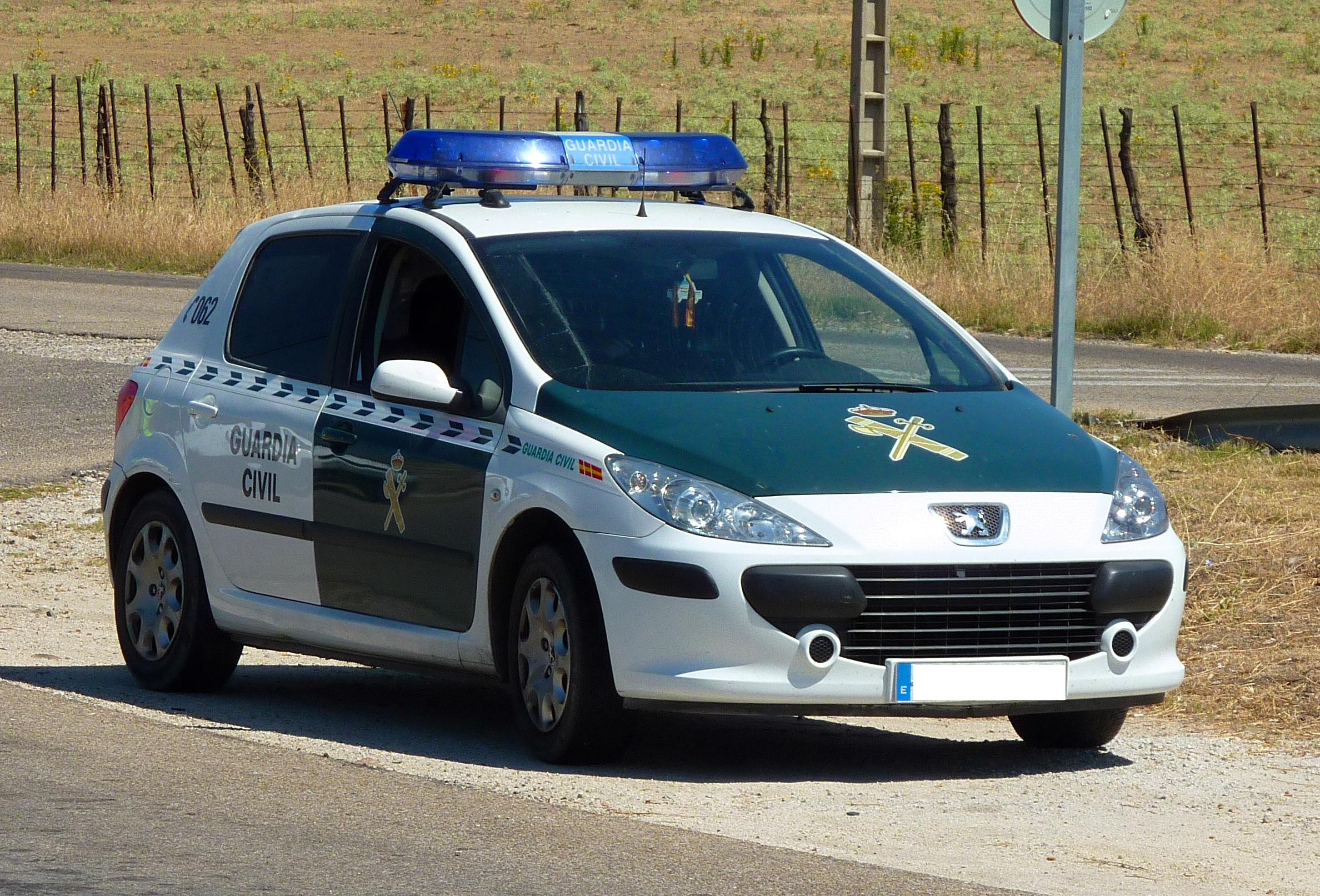
307 de la Guardia Civil

## Ventas
| Año  | Producción a nivel mundial | Ventas a nivel mundial | Notas                                               |
| 2004 |                            | 583,700                |                                                     |
| 2005 |                            | 520,400                |                                                     |
| 2006 |                            | 447,000                |                                                     |
| 2007 |                            | 369,100                |                                                     |
| 2008 |                            | 142,300                |                                                     |
| 2009 | 84,300                     | 93,600                 |                                                     |
| 2010 | 87,700                     | 86,900                 |                                                     |
| 2011 | 67,174                     | 71,531                 | La producción total alcanza las 3.677.711 unidades. |
| 2012 | 103,300                    | 103,000                | La producción total alcanza las 3.781.000 unidades. |

### Ventas en Europa
| Año  | Europa· |
| ---- | ------- |
| 2001 | 191 275 |
| 2002 | 442 705 |
| 2003 | 446 172 |
| 2004 | 485 271 |
| 2005 | 389 531 |
| 2006 | 306 749 |
| 2007 | 221 897 |
| 2008 | 47 476  |
| 2009 | 3457    |

#### Ventas en Francia
2003: 136.725 matriculaciones (6,1% 3 puertas, 65,1% 5 puertas, 5% familiar y 28,8% SW).
2005: 113.484 matriculaciones (4,2% 3 puertas, 63% 5 puertas, 4,8% familiar y 28% SW).